# Mestizaje en América

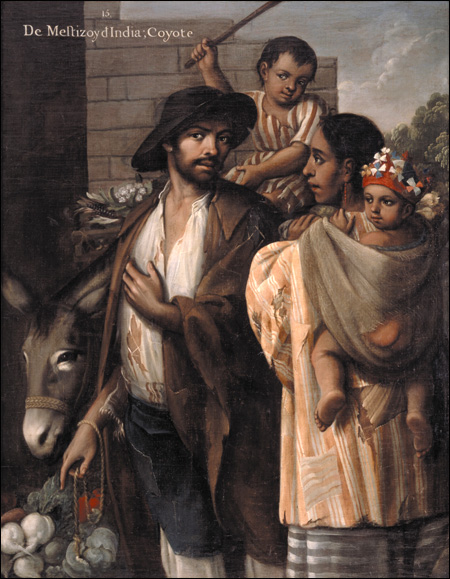
En el Virreinato de la Nueva España se denomina coyote al resultado de la unión de mestizo español e india. Pintura de las Castas de Miguel Cabrera, nº 15, año 1763. Con la introducción del pensamiento de la Ilustración europea del siglo XVIII o Siglo de las Luces, llegan a México las ideas del racismo científico.

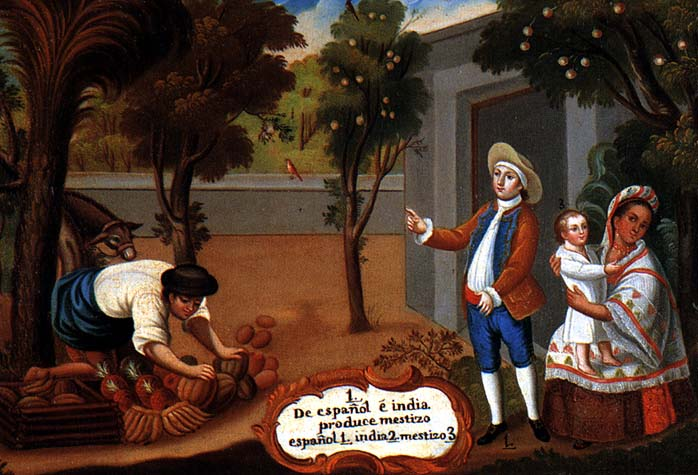
De español e india produce mestizo (autor desconocido). Una representación de mestizos en una «pintura de castas»

Se llama mestizaje al encuentro biológico y cultural de etnias diferentes, en el que estas se mezclan, dando nacimiento a nuevas etnias y nuevos fenotipos. El mestizaje en América se dio debido a la colonización española y portuguesa en este continente. En el caso español, la escasez de mujeres europeas en el continente determinó las uniones con mujeres locales. En las Trece Colonias anglosajonas, el mestizaje fue una práctica marginal: ideológicamente considerado repugnante y demográficamente excepcional.
En la Real Cédula de 1514 el rey autorizaba la legalidad de los matrimonios mixtos para promover la evangelización, pero los españoles solamente se casaban con las indias provenientes de las elites o la nobleza, aunque continuaron teniendo hijos ilegítimos con las nativas y mancebas ya que, en muchos casos, tenían a su esposa legítima en la península. En los primeros tiempos, ilegitimidad y mestizaje llegaron a ser categorías equivalentes.  En 1549, Carlos I de España prohibió que mulatos, mestizos y cualquier hijo ilegítimo pudiera acceder a cualquier cargo municipal, posición pública o repartimiento en las Indias. No tener sangre pura española era signo de inferioridad, y cuanto más «sangre» española, mayor era la jerarquía social del individuo; incluso para tener acceso a la educación superior había que presentar un examen de «pureza de sangre». La pureza de sangre  garantizaba el derecho de los hijos legítimos a heredar las encomiendas de sus padres y la obtención de determinados cargos públicos o religiosos.
Este mestizaje generó un sistema de castas en los territorios del Nuevo Mundo. En 1533, la Audiencia y la Cancillería Real de la Nueva España solicitaron a la Corona que proporcionara algún consuelo para el creciente número de descendientes de españoles y mujeres indias que vivían desamparados entre indios. Del mismo modo que las prohibiciones y autorizaciones no influyeron en el vínculo con las indias, el hecho de que la ley española prohibiera el matrimonio entre un funcionario español peninsular en ejercicio y una criolla, es decir, mujer blanca nacida en América descendiente de españoles,  no impedía que se efectuaran uniones de hecho entre mujeres criollas y funcionarios españoles.
El mestizaje en América se extiende especialmente por las colonias iberoamericanas. Al final del periodo colonial, bajo las nuevas ideas de la Ilustración y el racismo científico, el mestizaje es visto como un hecho negativo en el mundo iberoamericano. Este mestizaje no tuvo la misma extensión en las colonias anglosajonas de Norteamérica, fundamentalmente en los Estados Unidos o Canadá, donde el mestizaje fue prácticamente inexistente, lo que se ve reflejado en los estudios de genomas de poblaciones. 
El término mestizaje aparece tardíamente en 1864 durante el abolicionismo de la esclavitud en los Estados Unidos de América, como "miscegenation", palabra con raíces del latín que significa mezcla de seres humanos de diferentes razas.

## Definición

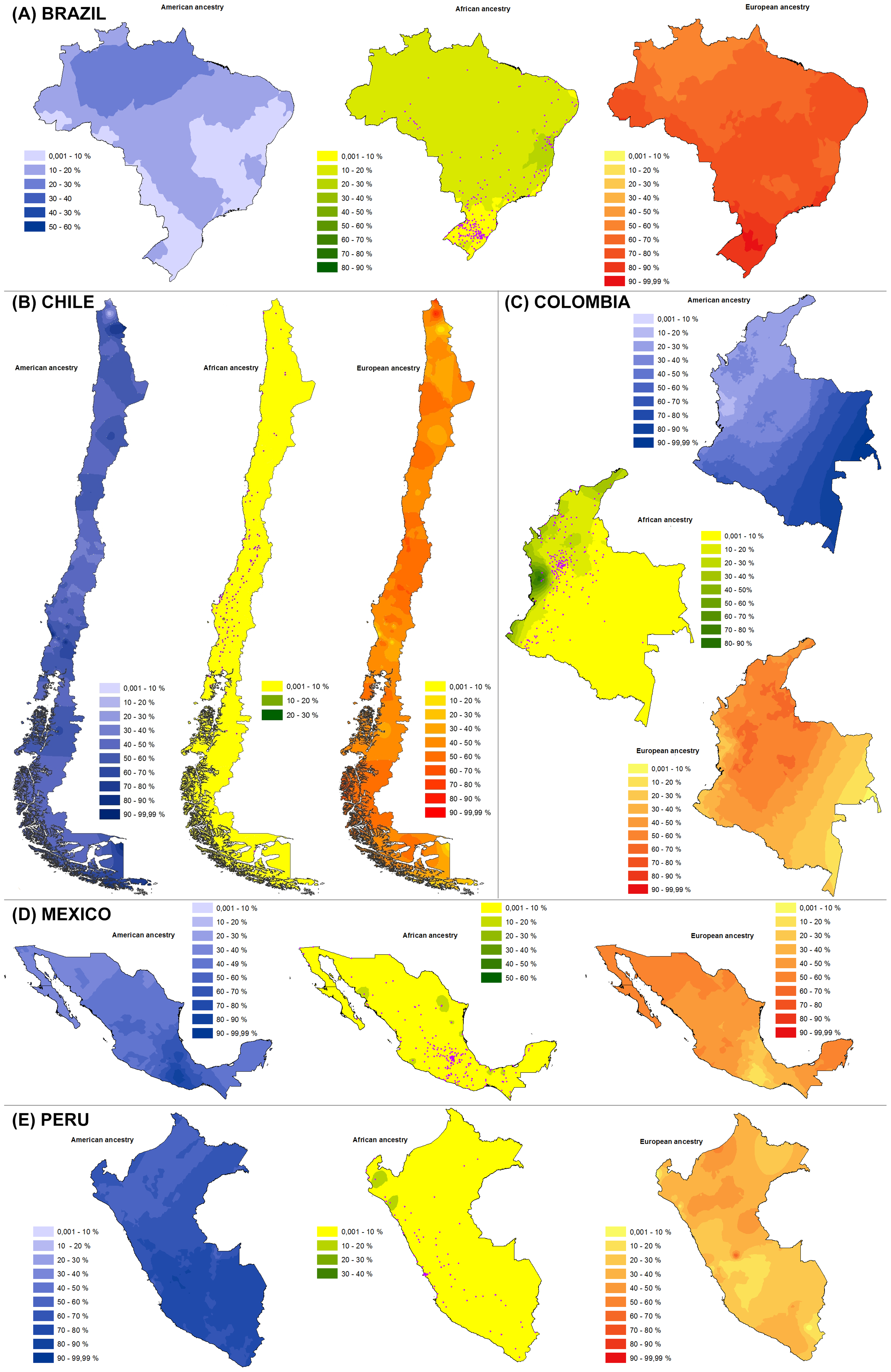
Porcentajes genéticos de la influencia europea (rojo), indígena (azul) y africana (amarillo) de Brasil, Chile, Colombia, México y Perú. (Ampliar).

Según las ciencias sociales, se consideran mestizas las poblaciones que han combinado sus distintas culturas.
Según el Diccionario de la Real Academia Española de 1822, «mestizo» es un adjetivo o sustantivo que se aplica a la persona o animal nacido de padre y madre de diferentes castas, en especial el hijo de español e india (no de española con indio).
A partir de 1899 ya se utiliza el concepto de «razas» en vez de «castas». En 1869 ya lo define como el hijo del europeo u hombre blanco y de india.  En 1884 sigue esa definición y en 1947, por ejemplo, «mestizar», significa corromper o adulterar las castas por el ayuntamiento o cópula de individuos que no pertenecen a una misma casta. «Mestizo» ya se define también como hijo de blanca con indio. En 1992 el mestizaje ya es definido como una mezcla de culturas diferentes y para la última versión «mestizar» se define como mezclar y no como corromper, y el «mestizaje» es una mezcla de culturas distintas, que da origen a una nueva.
El concepto de mestizaje es una construcción ideológica del siglo XIX que se basa en el presupuesto teórico de que existirían «razas puras», algo que contradice el paradigma científico dominante en las ciencias biológicas en el siglo XXI que sostiene que existe una sola «raza humana».
La idea de mestizaje como mezcla de razas parte también del supuesto de que habría habido en América una raza única a la cual se habrían unido los europeos, cuando entre los pueblos originarios había, cuando llegaron los colonizadores, una variedad muy grande de pueblos, etnias, culturas y lenguas completamente distintas, como el quechua, charrúa, guaraní, aimara, tupíes, quiché, náhuatl, naya, mapundungun, yuracaré, acateco, achí, chicomuselteco, chon, chol, sumo, yuruna, cacaopera, matagalpa, tzotzil, chibchenses, ye-tupí-caribe, totozoqueano, tehuelche, mapuche, mataco, ramarama, náhuat, lencas, tolupanes, kawki, jacaru, yagán, chortí, pech, xincas, garífuna y tantos otros.
La historia genética de los indígenas de América muestra ancestros desde Siberia hasta Europa o Asia.
Los imaginarios que se fueron construyendo con respecto a la percepción del indio americano como «salvaje» y a la tierra americana habitada por los pueblos originarios como «desierto por conquistar» invisibilizando a los sujetos conquistados o vencidos es cada vez más objeto de estudio entre los historiadores y demuestran que el mestizaje, la plurietnicidad y la interculturalidad no son fenómenos recientes.
Según el historiador Claudio Esteva Fabregat «el concepto de indio designa a los individuos descendientes de linajes indígenas o nativos de la América precolombina, que son, por tanto, racialmente distintos de los caucasoides y de los negroides», lo cual incluye etnias de orígenes muy diversos, tanto sea genético como culturas muy distintas. Por lo que la mezcla entre blanco e india no es una sola sino que difiere según las zonas y las tribus nativas en América. 
Sin embargo, el concepto de mestizaje como metáfora se sostiene en Latinoamérica donde numerosos intelectuales lo han incorporado como algo característico de ese continente, como el mexicano José Vasconcelos, quien hablaba de una «nueva raza cósmica latinoamericana».

## Historia

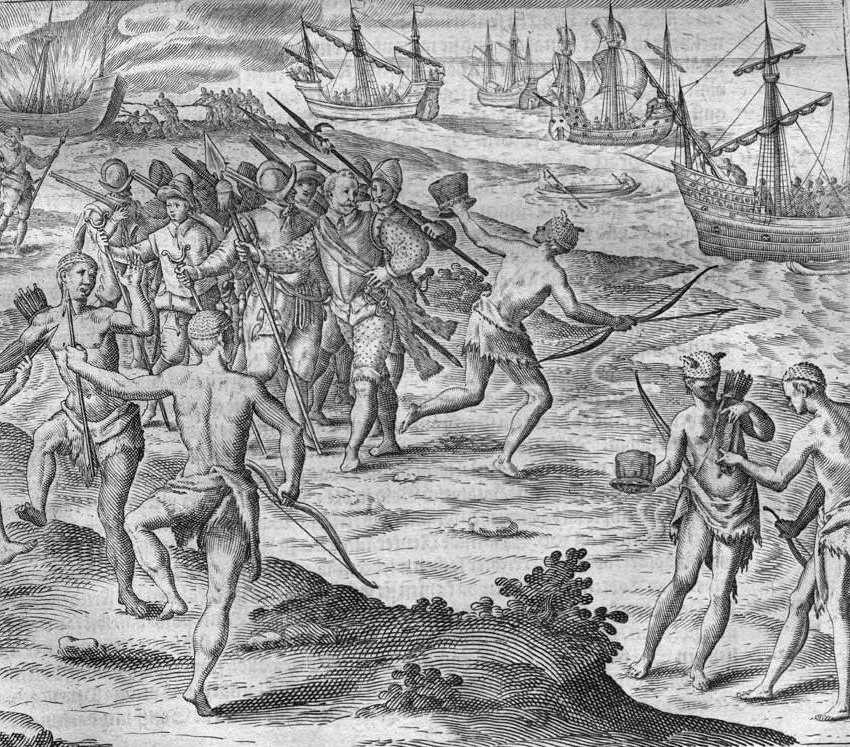
Río de la Plata.

Según el historiador hispanista inglés Hugh Thomas: 

El mestizaje fue la mayor obra de arte lograda por los españoles en el Nuevo Mundo, una mezcla de lo europeo y lo indio. A aquellos que piensen que se trata de una afirmación obvia les pediría que consideren cuán raro fue este estado de cosas entre los anglosajones y los indios de Norteamérica. Existen razones obvias para dicha rareza, por supuesto -y no es la menor la ausencia de una sociedad urbana entre los indios norteamericanos-, pero no tenía por qué haber constituido una barrera tan grande como resultó.

Las mujeres indígenes fueron el principal vehículo del mestizaje a través de los hijos que tuvieron con los españoles recién llegados de Europa.
Michel de Cúneo, uno de los primeros hombres ya que llegó con los viajes de Colón, escribió:

Mientras estaba en la barca, hice cautiva a una hermosísima mujer caribe, que el susodicho Almirante me regaló, y después que la hube llevado a mi camarote, y estando ella desnuda según es su costumbre, sentí deseos de holgar con ella. Quise cumplir mi deseo pero ella no lo consintió y me dio tal trato con sus uñas que hubiera preferido no haber empezado nunca. Pero al ver esto (y para contártelo todo hasta el final), tomé una cuerda y le di de azotes, después de los cuales echó grandes gritos, tales que no hubieras podido creer tus oídos. Finalmente llegamos a estar tan de acuerdo que puedo decirte que parecía haber sido criada en una escuela de rameras.

Cuando apenas llegaron los colonizadores tomaban a las mujeres de los pueblos originarios.
El clérigo Martín González, escribía en 1566:

Querer contar e anumerar las indias que al presente cada uno tiene, es imposible, pero paréceme que hay cristianos que tienen a ochenta e a cien indias, entre las cuales no puede ser sin que haya madres e hijas, hermanas e primas; lo cual, al parecer, es visto que ha de ser de gran conciencia.

El hecho clave para la aparición de la población mestiza fue la escasa presencia de mujeres blancas en los primeros años de la conquista de América.
A pesar de que, al menos desde el tercer viaje de Cristóbal Colón (1498), ya hubiera algunas mujeres españolas en las nuevas tierras y de que estas estuvieran presentes en algunas expediciones como la de Hernán Cortés a México (1519-1521), la de Pedro de Mendoza al Río de la Plata (1536) o la de Pedro de Valdivia a Chile (1541), su número no era representativo y, en la mayoría de los casos, las empresas de exploración y conquista fueron exclusivamente masculinas.
Según el historiador Luis Ernesto Ayala Benítez, entre los factores históricos fundamentales que propiciaron el mestizaje, se pueden citar, en primer lugar «la falta de mujeres españolas en los primeros tiempos de la conquista»,  sumado a «la existencia de factores de prestigio y posición favorables a la unión de la mujer india con el español» y « el número reducido de familias de origen asentadas en suelo americano durante las primeras fases del poblamiento hispánico, o ibérico en general, de aquel continente».
Según Diego García la baja extracción de los conquistadores emigrantes sumado al hecho de que eran muy pocas las mujeres españolas existentes en Indias fue lo que influyó grandemente en el fenómeno del mestizaje. Entre ellos había ex soldados dados de baja, forajidos, expresidiarios indultados,  nobles arruinados, es decir, todo tipo de aventureros atraídos por el oro y la riqueza del nuevo continente que buscaban elevar su posición social, aunque también estaban quienes solían pertenecer a la pequeña nobleza.
Esta escasez de mujeres europeas durante los primeros años de la conquista, hizo que los conquistadores españoles generaran, con las mujeres indias nativas de cada zona, a través del rapto, la violación y el amancebamiento, una nueva población mestiza.
En la Real Cédula de 1514 el rey autorizaba la legalidad de los matrimonios mixtos para promover la evangelización, pero los españoles solamente se casaban con las indias provenientes de las elites o la nobleza, aunque continuaron teniendo hijos ilegítimos con las nativas y mancebas ya que, en muchos casos, tenían a su esposa legítima en la península.  Aunque hubo casos en los que los españoles se casaban con indias, en la mayoría de las ocasiones se ponía en práctica una costumbre herencia de un hábito practicado desde la Edad Media en España: la barraganía. El hombre se hacía responsable de la barragana y de los hijos habidos con ella, pero la mujer no podría gozar de los derechos propios de una esposa (como el de la herencia).
Según el historiador Alberto M. Salas:

Entendemos que en el mestizaje no hubo mayor responsabilidad ni una notoria generosidad racial, insinuada por algunos autores. Fue un hecho natural, incontenible en aquellas circunstancias. En cuanto a los prejuicios raciales debemos señalar que durante el proceso de la Conquista y luego durante el inmediato de la colonización y asentamiento del dominio, los españoles habitualmente no se casaban con las indias, sino con las españolas que acudían a la riqueza de las tierras. Se pueden catalogar matrimonios mixtos, pero no son habituales, y casi siempre muy interesados. Las ciudades, como dice Fernández de Oviedo, se ennoblecían con los matrimonios con las mujeres blancas, con las casas de piedra, con los grandes palacios que se construyeron en México y en Lima. La generalidad de las uniones de españoles con indias son amancebamientos, más o menos perdurables, y la mayor parte de los mestizos son, en consecuencia, ilegítimos, circunstancia que los disminuye notablemente, los sume en una masa común y anónima, en la que incidieron poderosamente otros elementos raciales

Según el historiador Jesús Bustamente:

El proceso de conquista y los primeros años de la colonia se caracterizaron por una situación sociológica muy especial. El escaso porcentaje de mujeres blancas, unido a la propia situación de un grupo victorioso dominando sobre una amplia masa poblacional nativa, favoreció lógicamente la existencia de una altísima proporción de relaciones «no legítimas» (a pesar de los esfuerzos de la Corona por evitarlo). Aunque esta situación fuera coyuntural, lo cierto es que parece haber sido decisiva en la generación de unas pautas de comportamiento que modelaron las relaciones sexuales y sociales y la estructura familiar a lo largo de la colonia.

Las relaciones «libres», estables o temporales, de blancos con mujeres indígenas, se siguieron manteniendo como norma aceptada incluso cuando, a finales del siglo XVI, se equilibró el porcentaje de mujeres de origen europeo dentro del grupo dominante. Ello afectó a la estructura familiar, ya que junto al núcleo «legítimo» pervivieron otro u otros núcleos no legitimados, pero relativamente estables. La situación se complicó por la práctica del «reconocimiento» de los hijos naturales, ampliamente desarrollada desde los primeros años de la conquista.

Estos hábitos no sólo favorecieron el mestizaje, sino el desarrollo de una sociedad de «castas» en el sentido hispánico. La fuerte jerarquía establecida entre los diferentes grupos, puros o mezlados, que en teoría venía a coincidir con la jerarquización social, favoreció paradójicamente las uniones entre los distintos grupos, contribuyendo al propio tiempo a extender las relaciones ilegítimas.

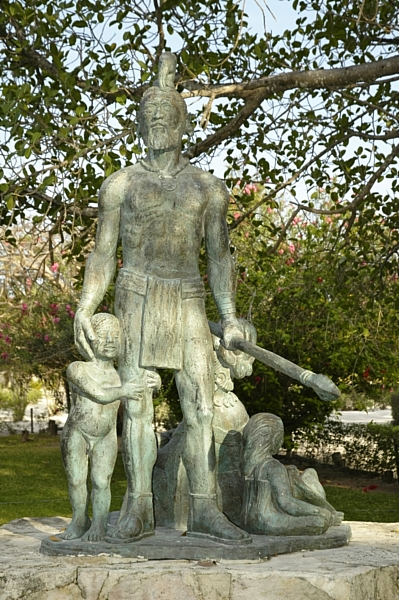
Gonzalo Guerrero, considerado el padre del mestizaje, se supone que fue uno de los primeros en tener hijos con los indígenas del Nuevo Mundo, junto con Caramuru y João Ramalho en Brasil.

Los varones blancos eran los que se mestizaban con mujeres indias, mestizas, negras y mulatas en uniones casuales, generalmente en relaciones de amo-esclava o amo-sirvienta.

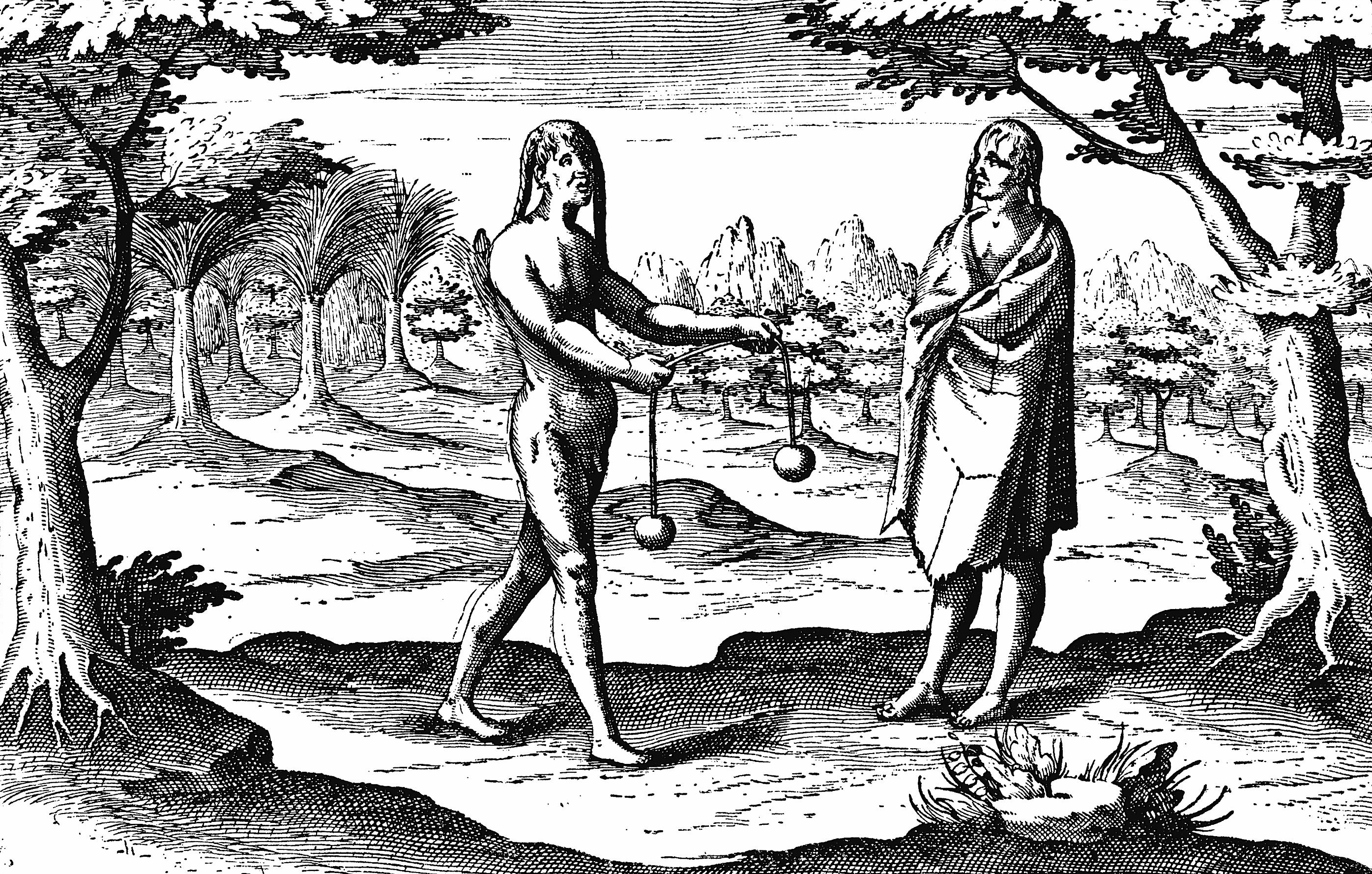
Indias del Río de la Plata.

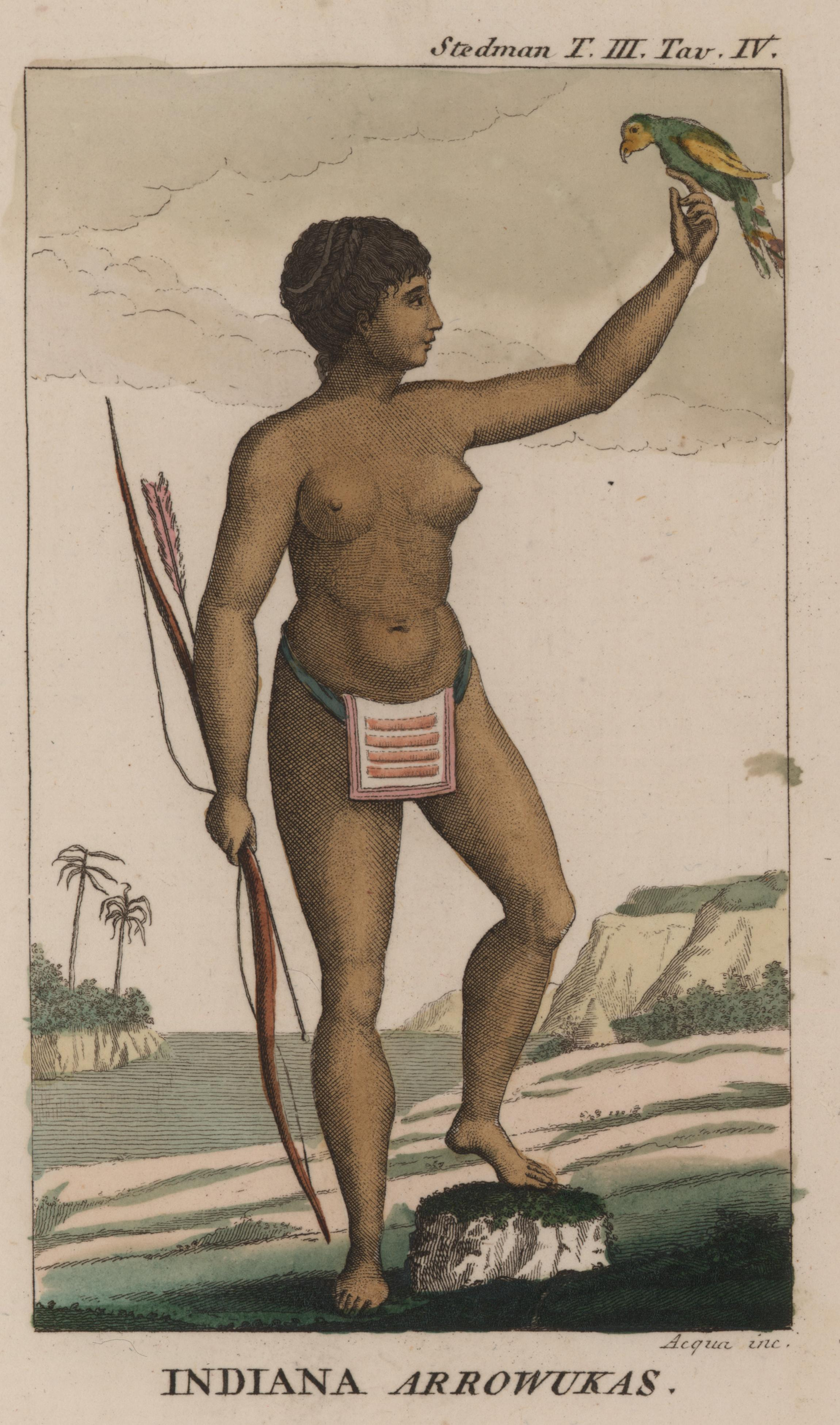
Mujer Arowak de Surinam, de John Gabriel Stedman.

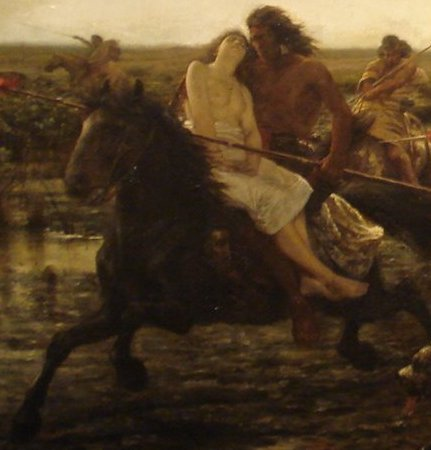
«La cautiva», fragmento de La vuelta del malón (1892), de Ángel della Valle (1852-1903).

Los hijos e hijas que los conquistadores tenían con las mujeres indias fueron creando lo que se denominó una nueva «casta»: para la india significaba un ascenso social.
En cambio, para la mujer española, mezclarse con el indio significaba una fuerte deshonra, por eso, cuando las cautivas blancas eran rescatadas preferían volver a vivir con los indios y sus hijos mestizos.
Con la llegada de más mujeres europeas la situación cambia pero no tanto. Según la historiadora Cristina Iglesia:

Las mujeres blancas escasean en América y, sobre todo, en el Río de la Plata. Algunas pocas cruzarán el océano para restaurar el orden blanco pero sólo contados españoles podrán tener acceso a una esposa blanca. En estos casos, la india sólo cambiará de lugar y seguirá siendo concubina del señor en las zonas más oscuras del hogar español. La mezcla es ya un proceso irreversible.

Según el historiador Alberto M. Salas:

En oposición a la conducta del hombre, que en Indias abandona muchas inhibiciones y se olvida de la mujer e hijos que dejó en España, la mujer española actuó en el sentido absolutamente inverso. Voluntariamente no se mezcló con el indio porque ello suponía su desprestigio social y el desprestigio de sus hijos, que saltaban hacia atrás en la escala de valores de aquella sociedad naciente. Es posible que hayan existido relaciones voluntarias y hasta algunos matrimonios, pero resulta evidente que el mestizaje lo realizó el varón español, como gesto voluntario. Si la mujer española participó en esta mezcla de razas fue de manera involuntaria, forzada, como la presa apetecida de las indiadas que asolaron las ciudades del sur de Chile.

Por otro lado, según el historiador alemán Richard Konetzke:

La participación de las mujeres en la emigración española de ningún modo es tan exigua como suele suponerse. De las personas registradas en el «Catálogo de pasajeros a Indias» correspondiente a los años 1509 a 1538, cerca del 10 por 100 eran del sexo femenino, y según el catálogo de Rubio y Moreno de 1540 a 1575 las mismas alcanzaron hasta el 23 por 100; para los tiempos posteriores debe suponerse un porcentaje considerablemente mayor de emigrantes femeninos. Es característico, además, que en total emigraron más solteras que casadas.

Según  Miguel León Portilla decir  que la mayoría de mestizos fueron producto de la bastardía o la violación sería un mito insostenible. Eso sería parte de la leyenda negra.

"Varios estudios han roto con el mito de que el mexicano es fruto de una violación". Los registros demuestran que muchos españoles llevaron a sus mujeres [...] se casaron con indígenas y formaron familias. O sea, que no somos hijos de la chingada. Si un mexicano odia lo español, se está odiando a sí mismo. Es una actitud autodestructiva."
 

## Jerarquías sociales

### Castas
La sociedad novohispana era una sociedad racista, multiétnica, multilingüe y estructurada según una fuerte jerarquía de «castas sociales»[cita requerida].
La clase dominante estaba formada por los blancos que incluía a los españoles peninsulares y a sus hijos, los llamados «criollos», aunque también relegados en comparación con los peninsulares. Sin embargo, algunos mestizos podían ser tenidos por blancos puros si accedían a tener fortuna y podían acceder a una posición económica y social privilegiada.
Existía una rivalidad entre los españoles peninsulares - los encomenderos,  los nobles, los altos funcionarios de la Corona y los altos dignatarios eclesiásticos - y los criollos, o españoles nacidos en América, quienes tenían menos derechos y estaban relegados a un papel secundario en la administración. Esto generará un fuerte resentimiento de los hijos criollos hacia los padres españoles:

Entre los motivos de las revoluciones americanas del siglo XIX encontramos el malestar de los criollos y mestizos gobernados por funcionarios reales, que en muchos casos poseían un nivel cultural e intelectual inferior al de los nacidos en América, y que disfrutaban de prerrogativas que discriminaban a los otros.

En esa sociedad de «castas», ser descendiente de indios era considerado una degradación dado que los españoles consideraban a la cultura indígena
como inferior, por lo que los problemas de identidad de los mestizos se relacionaban prioritariamente con el hecho de haber crecido despreciando la cultura indígena influenciados por lo que decían los blancos. Además los mestizos provenían de uniones ilegales o libres, lo que les otorgaba el estigma de un origen vergonzoso. Los indios eran la primera fuerza de recursos pero los mestizos eran la segunda fuerza de trabajo explotada.
El mestizaje entre personas de diferentes etnias y culturas dio lugar a denominaciones basadas en los orígenes de cada individuo. La variedad de mestizajes desarrolló una sociedad de castas jerárquicas en las que había blancos, negros, mulatos, mestizos, y otras mezclas. En muy pocos años los hombres europeos crearon una América mestiza e ilegítima, algo caracterizó a la población hispanoamericana durante los siglos siguientes.

### Ilegitimidad y mestizaje
En América Latina el mestizaje se convirtió en un importante vehículo de aculturación y, con mucha frecuencia, coincidieron el cruzamiento racial y la fusión cultural.
Desde el comienzo de la conquista, la Corona restringió los permisos de matrimonio para que sus súbditos no se casaran con las indias ni con ningún grupo étnico diferente a los europeos, pero con el tiempo no tuvo más remedio que tolerar, a su pesar, las uniones mixtas interraciales libres.
Según el historiador Enrique Otte, en una carta de Andrés García desde México a su sobrino Pedro Guinón en Colmenar Viejo fechada el 10 de febrero de 1571 escribía:

“Caséme en esta tierra con una mujer muy a mi voluntad. Y aunque allá os parezerá cosa reçia en aberme casado con hindia, acá no se pierde honrra ninguna, porque es una nación la de los hindios tenida en mucho.”

A partir de 1514, por Real Cédula de Fernando el Católico, se permitió el matrimonio entre españoles(as) e indígenas americanos(as). Uno de esos matrimonios resultó ser emblemático: el matrimonio entre Isabel de Moctezuma y Juan Cano, del que nacieron cinco hijos y que inició la genealogía de los duques de Miravalle, todavía hoy existente.
Las uniones matrimoniales legítimas sancionadas por el credo católico se realizaban preferentemente entre personas del mismo grupo étnico por lo que el sustrato de la ilegitimidad marcará definitivamente a los hijos nacidos de las uniones extramatrimoniales interraciales. En Lima, por ejemplo, durante los siglos XVII y XVIII, el 91,2 % de los matrimonios legítimos fueron entre personas del mismo grupo étnico. En 1778 se prohibieron las uniones entre miembros de distintos grupos étnicos a no ser que contaran con el consentimiento paterno.
Mestizo llegó a ser sinónimo de ilegítimo.  En 1533, la Audiencia y la Cancillería Real de la Nueva España solicitaron a la Corona que proporcionara algún consuelo para el creciente número de descendientes de españoles y mujeres indias que vivían desamparados entre indios por no haber sido reconocidos por sus padres españoles.
Entre los matrimonios legítimos mixtos lo más frecuente era encontrar mezclas entre negro-mulato, indio-mestizo y mulato-mestizo pero no con blancos. Los miembros de la elite española, en especial los hacendados y encomenderos, contraían matrimonio mediante el rito católico cuando se casaban entre ellos y para lograr alianzas económicas importantes. Los indios se casaban entre ellos por influencia de la Iglesia.
Los negros esclavos, que llegaron desde el siglo XVI, cuando trabajaban en el campo y en la agricultura, con el tiempo terminaron absorbidos por el mundo mestizo, perdiendo su distinción étnica al mezclarse con éstos y pasaron a formar parte de la «casta» de los mestizos.
Los hombres europeos tenían muchos hijos con sus concubinas. Incluso practicaban la poligamia, algo prohibido en el Viejo continente, pero que en el Nuevo Continente era usual. Cada español podía poseer tantas indias como pudiera mantener. Esto afectó completamente la estructura familiar tanto de los europeos como de los indígenas. Junto al núcleo «legítimo», es decir, la esposa blanca y sus hijos, convivía el núcleo «no legítimo», es decir, la manceba india y sus hijos naturales. A veces el señor reconocía a estos hijos naturales, lo cual traía muchas complicaciones.
También hubo casos en los que el español reconocía sus hijos ilegítimos, como el de Hernán Cortés y Malintzin o La Malinche. Ella era una princesa painala hija del cacique de los Painala y fue regalada como esclava a Hernán Cortés el 15 de marzo de 1519 por el cacique Tabscoob luego de la derrota en la Batalla de Centla. La bautizó y le cambió su nombre a «Marina» y luego de tener un hijo con ella se la regaló a su vez a Alonso Hernández Portocarrero, uno de sus capitanes. Cortés posteriormente, en Orizaba, casó a Malintzin con un hidalgo, Juan Jaramillo, de quien se sabe que ella tuvo otra hija, María Jaramillo.
El hijo primogénito ilegítimo de ambos fue Martín Cortés, un mestizo reconocido por su padre que tuvo que ser legitimado especialmente en 1529 por una bula del Papa Clemente VII. Viajó a España con su padre, recibió una educación de primer nivel y llegó a ser Caballero de la Orden de Santiago, el estatus más alto que se podía alcanzar en España. También fue paje de Felipe II. Por otra parte, Hernán Cortés tuvo otra hija mestiza llamada Leonor Cortés Moctezuma, su madre fue Isabel Moctezuma (Tecuichpo), quien fuera hija favorita del tlatoani Moctezuma Xocoyotzin. 
Otro caso es el de Domingo Martínez de Irala, quien escribía en su testamento:

Digo y declaro y confieso que yo tengo y Dios me ha dado en esta provincia ciertas hijas e hijos que son: Diego Martínez de Yrala y Antonio de Yrala y doña Ginebra Martínez de Yrala mis hijos y de María, mi criada, hija de Pedro de Mendoza, indio principal que fue desta tierra; y doña Marina de Yrala, hija de Juana mi criada; y doña Isabel de Yrala, hija de Águeda mi criada; y doña Úrsula de Yrala, hija de Leonor mi criada; y Martín Pérez de Yrala, hijo de Escolástica mi criada, e Ana de Yrala, hija de Marina mi criada; y María, hija de Beatriz, criada de Diego de Villalpando, y por ser como yo los tengo y declaro por mis hijos y hijas y por tales he casado a la ley y a bendición según lo manda la Santa Madre Iglesia: a la dicha doña Marina con Francisco de Vergara, y dicha doña Isabel con el capitán Gonzalo de Mendoza; y a la dicha doña Ginebra con Pedro de Segura; y a la dicha doña Úrsula con Alonso Riquel de Guzmán, a los cuales he dado sus dotes conforme a lo que he podido.

Cuando la corona autorizó el matrimonio mixto, igualmente los españoles continuaron teniendo hijos ilegítimos con las nativas o porque tenían varias mancebas, o porque tenían una esposa legítima en la península. Las esposas blancas no tenían más remedio que aceptar esta situación de hecho, algo que se mantiene, en algunas zonas de Latinoamérica, hasta el momento[¿cuándo?]: la casa grande y la casa chica. Las relaciones sexuales ilegítimas entre súbditos de condición social superior y mujeres de condición social inferior fue un hábito tan difundido que llegó incluso a afectar a los sacerdotes y comisarios del Santo Oficio. La ley prohibía el matrimonio entre un funcionario español peninsular y una criolla, es decir, mujer blanca nacida en América de padres españoles. En estos casos era común la convivencia y una vez terminado el período de servicio en la administración pública contraían matrimonio.
Las uniones ilegítimas, incluso con mujeres blancas, a pesar de la Iglesia, no eran tan mal vistas como en España. Los hábitos resultaban mucho más laxos que en el viejo continente. El problema lo tenían sus hijos, en especial si no habían sido reconocidos, algo que sucedía, en general, con los mestizos y no con los blancos.
En aquella época la ilegitimidad y el mestizaje eran categorías equivalentes y la ilegitimidad era inseparable de la mezcla racial. Debido a los prejuicios raciales, los españoles peninsulares no se casaban, usualmente, con las indias por lo que los hijos nacidos de ambos, que poseían una identidad racial mixta, eran generalmente ilegítimos.
A fines del siglo XVIII, en la provincia de Nicaragua, por ejemplo, la mitad de la población ya era mestiza, mientras que la otra mitad se dividía entre un muy reducido número de europeos y una mayoría de indios que, sin embargo, no lograban superar el número de mestizos.
A pesar de que más de la mitad de la población era ilegítima, la ilegitimidad era vista por la Iglesia como una infamia, una mancha o un defecto.
Tanto el derecho canónico como el derecho civil discriminaban a los niños nacidos ilegítimos, quienes no podían ser ordenados curas o asumir cargos en la burocracia real o en el gobierno municipal. También se les prohibía ejercer profesiones liberales, como médicos, escribanos o abogados. Hasta 1784 les estuvo prohibido ser comerciantes o artesanos.
A las poblaciones rurales de mestizos les costaba ser aceptadas legalmente como «ciudades», «pueblos» o «villas», ya que la legislación vigente para la fundación de pueblos obligaba a la Corona a darles tierras comunales a las nuevas poblaciones. Los mestizos tenían que pasar por difíciles y larguísimos procedimientos para poder lograr el estatuto legal de pueblo. Esa fue una de las razones por las cuales empezaron a reclamar sus raíces paternas hispanas adoptando el idioma, la religión, la cultura y las costumbres de los blancos.
A los mestizos también se les prohibía tener cabalgadura porque estaba reservada solamente para los caballeros. Para tener acceso a la educación superior había que presentar un examen de «pureza de sangre», algo similar a los estatutos de limpieza de sangre. Además sin esta pureza de sangre, los mestizos no podían, legalmente, acceder a los cargos públicos. La pureza de sangre  garantizaba el derecho de los hijos legítimos a heredar las encomiendas de sus padres y la obtención de determinados cargos públicos o religiosos..
En 1549 una orden real de la corona española prohibió a los mestizos tener «indios de servicio». Luego se les prohibió ser sacerdotes.

### El color de la sangre
Al comienzo de la conquista los españoles despreciaban a los indios tanto como los indios a los españoles.
Según el historiador Jorge Basadre:

Por su ignorancia del cristianismo, de la escritura, del dinero, del hierro, de la rueda, de la pólvora, de la monogamia, de muchas plantas y animales, los indios aparecieron como bárbaros ante los españoles. Por su destrucción de andenes, caminos, terrazas, templos, ciudades, graneros y tributos, por su rapiña, su crueldad, su lascivia y hasta su superioridad guerrera, los españoles aparecieron como bárbaros ante los indios.

Con el tiempo, para cualquier súbdito de los territorios americanos lo «natural» era una estratificación social definida en relación con la ascendencia española, es decir, cuanto más directa la genealogía con el conquistador, cuanto más «sangre» española, mayor era la jerarquía social.
Entre los españoles peninsulares resultaba más fuerte el sentido del linaje, el culto del honor y la conciencia genealógica que entre los indios.

Si tener sangre limpia en España significaba no tener mezcla de sangre mora o judía, en América equivalía a no tener mezcla de sangre india o negra, ya que tenerla era denigrante. Para mantener el linaje, las señoritas de buena familia debían casarse con funcionarios reales o con comerciantes peninsulares.

Para la «pureza de la sangre» importaba tanto como en España demostrar no ser descendiente de nuevos cristianos. No tener sangre pura española era signo de inferioridad. En 1549 Carlos V prohibió que mulatos, mestizos y cualquier hijo ilegítimo pudiera acceder a ningún cargo municipal, posición pública o repartimiento en las Indias. En 1600 Felipe III ordenó realizar una investigación en Perú porque llegó a oídos de la corona que había mestizos en posiciones públicas. En 1621 la corona española prohibió que mestizos o mulatos pudieran ser escribanos, clara prueba de que ya había algunos de ellos letrados.
Según la historiadora Nara Milanich:

Un componente importante de la visión del temprano mundo ibérico moderno era la noción de la limpieza de sangre. Tener sangre «pura» implicaba que el propio linaje estaba libre de «contaminación» por judíos, moros, gente de filiación ilegítima y en el contexto del Nuevo Mundo, africanos e indígenas. Por lo tanto, limpieza de sangre implicaba que los miembros de un linaje poseían ciertas cualidades étnicas y raciales, una determinada herencia religiosa y un estatus de nacimiento distinguido. Y como el honor del propio linaje, en gran medida determinaba el honor propio, la limpieza de sangre era un componente crucial del estatus individual. El conocimiento y habilidad para probar los antecedentes propios, eran, por lo tanto, fundamentales. En suma, al menos en el discurso oficial, la ilegitimidad estaba relacionada con licencia sexual, mezcla racial, orígenes inciertos y por extensión, una falta de honor personal.

En 1768, el rey Carlos III ordenó a la Audiencia de Lima que prohibiese acceder a la carrera de leyes a todos aquellos que no pudieran demostrar su legitimidad y pureza de sangre, debido «al daño pernicioso ocasionado a la República y al buen gobierno por la multitud de juristas de oscuro nacimiento y mala educación que abundan en aquel reino y para remediar el daño que es tan nocivo al público como vergonzoso para todos aquellos que no están marcados por la mancha infame del vil nacimiento de los zambos, mulatos y otras castas, con quien los hombres de mediana condición se avergüenzan de tener relaciones».

## Mestizaje en la América Anglosajona
La población indígena sufrió el desplazamiento y expulsión a otros territorios conforme eran ocupados por colonos europeos de raza blanca y religión protestante. En los asentamientos coloniales franceses e ingleses en Norteamérica tuvieron lugar muy pocas uniones entre europeos y mujeres indígenas que eran más comunes en las fronteras y nunca fueron legales. Poderosas barreras culturales impidieron a la inmensa mayoría de los europeos emparejarse con las indígenas, no solo por el cristianismo protestante, sino por unas costumbres "salvajes" vistas cómo negativas. Para los funcionarios coloniales el mestizaje era una degeneración religiosa y cultural que, en última instancia, podría socavar los esfuerzos de colonización europea. El surgimiento de prohibiciones legales, sociales y culturales contra el mestizaje dio lugar a la ausencia de matrimonios interraciales legales en pleno siglo XX, en los Estados Unidos hasta el año 1967, cuando se derogaron las leyes anti-mestizaje, lo que subraya una división irreconciliable entre europeos e indígenas durante todo el periodo de colonización y expansión al oeste norteamericano.

### Mestizaje en Estados Unidos

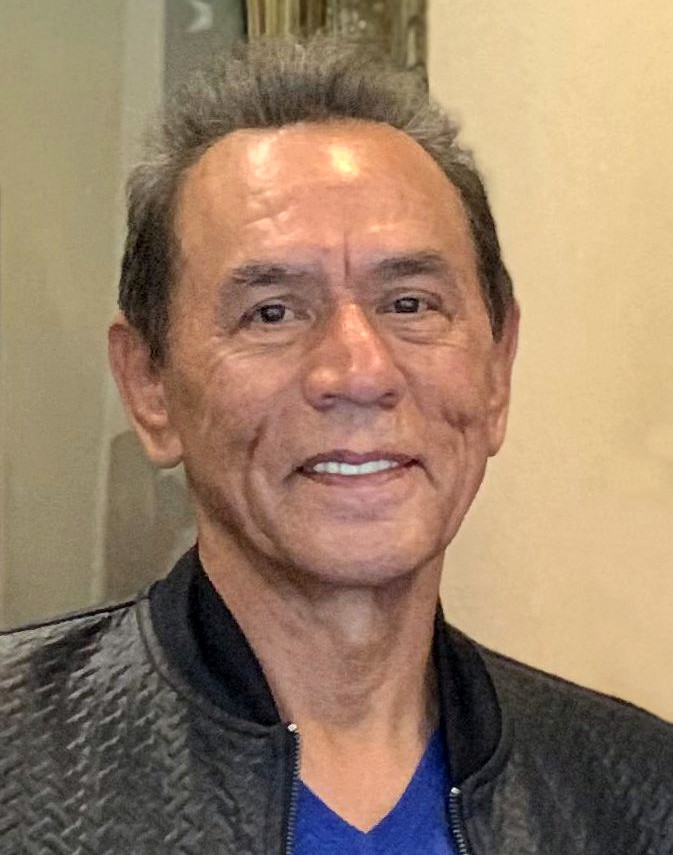
El actor cherokee estadounidense Wes Studi, hijo de madre mestiza y padre blanco estadounidense.

El mestizaje en Estados Unidos, surge con los primeros colonizadores españoles, en este caso con la llegada del conquistador español Juan Ponce de León, quien desembarcó en la península de Florida, documentada en la primera historia estadounidense y los actuales estados del Suroeste que durante la época colonial española, estos territorios formaron parte del Virreinato de Nueva España y el actual estado de Florida a la Capitanía General de Cuba. Tras la independencia de México y la guerra provocada entre los Estados Unidos y México y la toma por parte de los estadounidenses de los territorios actuales del Suroeste y la compra de la Florida a España, la herencia del mestizaje entre los pueblos indígenas de los apaches e hispanos que habitaron en estos territorios, hasta la fecha han quedado intactos al igual de varios países de Latinoamérica. Si bien el legado hispano e indígena en estos territorios estadounidenses, los rasgos como nombres, apellidos, religión y cultura se encuentran todavía marcados. Gracias a la inmigración de latinoamericanos a los Estados Unidos, los usos y costumbres de estos mestizos han sido reforzados en estos territorios. Por otra parte, tras la llegada de los colonos ingleses quienes tuvieron éxito en colonizar el país, exterminaron casi en su mayoría a los pueblos indígenas, principalmente pertenecientes a la etnia de los pieles rojas, Cheyennes, Sioux, entre otros, y que fueron sustituidos por esclavos traídos de África. 
La aparición del Racismo científico y la masiva inmigración europea hacia los Estados Unidos, como británicos, irlandeses, alemanes e italianos, sumado a la exclusión y el destierro del indígena norteamericano hasta su extinción en la mayor parte del país norteamericano, se ha revelado en los estudios recientes, donde además del predominio de la población de fenotipia blanca en el país norteamericano, el porcentaje de genoma indígena en esta población casi inexistente. Es decir que bajo pruebas genéticas, se ha comprobado que la población blanca lleva una minoría de sangre amerindia y africana, dejando a un lado a la población latina o hispana. No existe ningún Estado de la Unión americana con una población mayoritaria indígena o mestiza americana.

### Mestizaje en Canadá

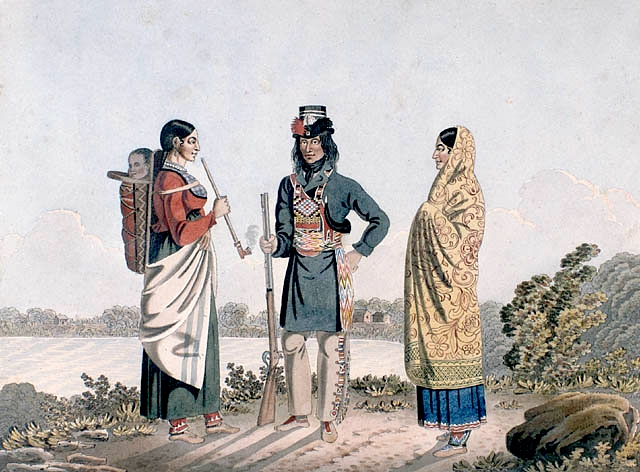
Un hombre Métis (Mestizo Frances/Nativo) y sus dos esposas, circa 1825-1826

El mestizaje comenzó con la fundación de la Nueva Francia. Los tratantes de pieles empleaban a los mestizos fundamentalmente como canoneros. La Compañía de la Bahía de Hudson explotaba a los indios de los pueblos originarios pero no los expulsaron ni intentaron cambiar su estilo de vida. Muchos inmigrantes se casaron con mujeres indias. Estos mestizos entre pueblos originarios y franceses se opusieron al avance de los ingleses pero perdieron todas las batallas y ya en el siglo XIX perdieron su autonomía a manos de los colonos ingleses.
En 1497 hubo un intento de exploración del territorio canadiense cuando el navegante italiano Giovanni Caboto (Juan Caboto) exploró la costa atlántica de América del Norte al servicio de Inglaterra. En 1534, Jacques Cartier hizo lo mismo en nombre de Francia.
En 1524, el navegante italiano Giovanni da Verrazzano exploró la costa oriental y llamó al nuevo territorio Francesca, en honor al rey Francisco I de Francia. En 1534, Jacques Cartier levantó una cruz en la península de Gaspesia y reclamó las tierras en nombre de Francisco I. Sin embargo, en un principio Francia no estaba interesada en respaldar la reivindicación mediante asentamientos. Barcos de pesca franceses continuaron cruzando el Atlántico hasta el río San Lorenzo, estableciendo alianzas con tribus indias que fueron de notable importancia una vez que Francia comenzó a ocupar la tierra. Los comerciantes franceses se percataron de que la región del río San Lorenzo producía pieles, en especial pieles de castor que eran difíciles de encontrar en Europa, ya que el castor europeo estaba cerca de la extinción. La Corona francesa decidió colonizar el territorio para asegurar y extender su influencia en América.
Los vastos territorios que pasaron a ser conocidos como Acadia y Canadá estaban habitados por pueblos nómadas amerindios y también había asentamientos de hurones e iroqueses. Las tierras estaban llenas de riquezas naturales por explotar que atrajeron la atención de los europeos. Hacia 1580, las compañías francesas se habían establecido y se habían fletado barcos para llevar pieles a Europa. La interacción entre nativos y europeos en este primer periodo es desconocida en gran medida, debido a la falta de documentos históricos.
Hacia mediados del siglo XVII la penetración francesa era bastante modesta (el Censo de población de Nueva Francia de 1666 arrojaba una población de 3 215 habitantes). Debido a estos fracasos, en 1663 el rey Luis XIV decidió tomar cartas en el asunto y la colonización de América quedó bajo estricto control de la Corona francesa. A partir de entonces se dio un increíble impulso a la colonización.
Los colonos franceses que poblaban la provincia francesa del Canadá provenían principalmente de las antiguas provincias de Francia de Aunis, Bretaña, Normandía, Poitou, Saintonge y del País Vasco francés.
Los ingleses establecieron puestos de pesca avanzada en Terranova alrededor del año 1610 y establecieron las Trece Colonias al sur. Una serie de cuatro guerras intercoloniales se desataron entre 1689 y 1763. En 1713, la parte continental de Nueva Escocia quedó bajo dominio británico con el Tratado de Utrecht. Cuando terminó la Guerra Franco-india en 1763, con la firma del Tratado de París Francia cedió Canadá y la mayor parte de Nueva Francia a Gran Bretaña.
En Canadá existe una «tarjeta de identidad mestiza» que es un documento que da el derecho a subvenciones y becas.
En 2013 la Corte Suprema de Canadá falló a favor de la comunidad de los Mestizos de la Rivière Rouge en Manitoba y declaró que la Corona no cumplió con sus obligaciones de concederles miles de kilómetros de tierras que les había prometido en los 1870.

## Mestizaje en Hispanoamérica
En el caso español, este proceso se produjo con la colonización española del siglo XV del continente americano. En 1523 los dominios americanos fueron incorporados al reino de Castilla y sus habitantes se convirtieron en vasallos de la Corona.  El mestizaje se produjo desde el mismo momento de la conquista. En Lima el mestizaje representó más de la mitad de los nuevos bautizos desde la misma fundación de la ciudad. Sin embargo la realidad de la conquista produjo resultados muy diversos. Dice la antropóloga Verena Stolcke que las agresiones sexuales sobre la población femenina nativa era una práctica común y que, en general, los españoles no solían entrar en matrimonio si la indígena no formaba parte de la élite local. La controversia jurídica sobre si debía asignarse encomiendas a los mestizos continuó hasta mediados del siglo XVII.      
En la Real Cédula de 1514 el rey autorizaba la legalidad de los matrimonios entre españoles y los indígenas. Al final del periodo colonial, durante la introducción de la Ilustración, y sus ideas de racismo científico, el mestizaje hispano determinó una clasificación de castas coloniales. En 1533, la Audiencia y la Cancillería Real de la Nueva España solicitaron a la Corona que proporcionara algún consuelo para el creciente número de descendientes de españoles y mujeres indígenas que vivían desamparados entre indios. Del mismo modo que las prohibiciones y autorizaciones no influyeron en el vínculo con las nativas, el hecho de que la ley española prohibiera el matrimonio entre un funcionario español peninsular en ejercicio y una criolla, es decir, mujer blanca nacida en América descendiente de españoles,  no impedía que se efectuaran uniones de hecho entre mujeres criollas y funcionarios españoles.
Con la llegada de la burocracia virreinal al servicio de los intereses de la corona, ilegitimidad y mestizaje llegaron a ser categorías equivalentes, en el interés de evitar alianzas feudales que pusieran en cuestión el dominio virreinal. En 1549, el rey  Carlos I de España prohibió que todo hijo ilegítimo de español, que incluía también a mulatos y mestizos, pudiera acceder a cualquier cargo administrativo en América, incluyendo cargo municipal, posición pública o repartimiento. No tener "sangre pura", es decir de Cristiano viejo, no converso o de nuevos cristianos, lo mismo que en España, era signo de inferioridad, y cuanto más «sangre pura» cristiana, mayor era la jerarquía social del individuo; incluso para tener acceso a la educación superior había que presentar un examen de «pureza de sangre».          
La pureza de sangre  garantizaba el derecho de los hijos legítimos a heredar las encomiendas de sus padres y la obtención de determinados cargos públicos o religiosos.
En 1512 la monarquía hispánica acometió las reformas necesarias para regular su trato de forma oficial y abolir la esclavitud indígena mediante las leyes de Burgos. Se ha atribuido a la bula del papa Pablo III Sublimis Deus de 1537,  que declaró a los indígenas hombres con todos los efectos y capacidades de cristianos, el efecto del mestizaje, el cual fue excepcional en el continente: la conquista católica habría buscado incorporar a los indígenas a su civilización y su Iglesia, a costa de la anulación de su identidad cultural.

### Mestizaje en la Argentina

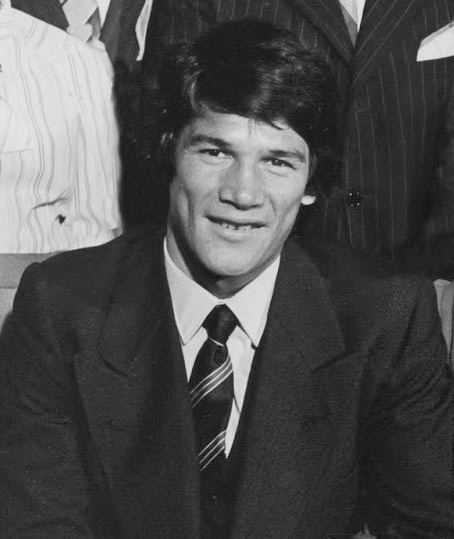
Carlos Monzón, boxeador argentino.

El mestizaje ha desempeñado un papel fundamental en la composición étnica de la población argentina. El proceso, denominado en la cultura nacional con el término «crisol de razas» (equivalente al «melting pot» ―‘crisol de fundición’― estadounidense), registra una intensidad inusitada en Argentina, produciendo el mestizaje no solo de las tres grandes ramas étnico-culturales (europeos, indígenas y africanos), sino de las decenas de etnias particulares que integran cada una de esas ramas (italianos, españoles, polacos, judíos, mapuches, diaguitas, collas, guaraníes, bantúes, yorubas, etc.). Es necesario precisar que la inmigración española durante los tiempos de la colonia estuvo integrada mayoritariamente por varones solos que se mestizaron en Argentina con mujeres de ascendencia primordialmente indígena y africana. Luego, la mayoría de los inmigrantes provenientes de ultramar también eran varones solos, y muchos de ellos se mestizaron en Argentina con mujeres criollas, de ascendencia primordialmente indígena y africana.
El mestizaje ha tenido tres etapas bien marcadas:
- Durante la etapa colonial, el mestizaje de varones españoles y mujeres indígenas y africanas estuvo marcado principalmente por las relaciones de dominación entre los colonizadores y los indígenas encomendados o los esclavos de origen africano. Muchos investigadores han considerado que la mayor parte de esas relaciones sexuales se realizaron de manera forzada.[59][60][61]

Todos los historiadores están de acuerdo en destacar que los españoles se caracterizaron por un alto nivel de relaciones sexuales con indígenas y africanas. Sin embargo, y paradójicamente, esas relaciones estaban castigadas por el estricto orden racista fundado en castas aplicado durante el régimen colonial, ya que solo los descendientes de español/europeo y española/europea eran considerados «blancos» de «sangre pura» y podían como tales acceder a los privilegios que les concedía esa situación. Por el contrario, a los descendientes provenientes de relaciones sexuales entre españoles e indígenas o africanas se les consideraba como «castas» inferiores, debido a que su sangre se consideraba manchada, en algunos casos para siempre. Por esa razón, en muchos casos, en todas las clases, el mestizaje se ocultaba y se presentaba a la persona como «blanca», costumbre que aún continúa. El historiador José Ignacio García Hamilton ha sostenido en el año 2000 que precisamente esa era la situación de José de San Martín, máximo prócer del país. Es posible que de esta antigua práctica provenga la extendida costumbre en los varones de clase alta y clase media hasta mediados del siglo XX de iniciarse sexualmente con la empleada doméstica de la familia, llamada habitualmente «mucama» (literalmente ‘esclava amante de su amo’ en kimbundu) y muchas veces «sierva».
- Durante la gran inmigración europea el mestizaje estuvo principalmente relacionado con la condición de hombres solos que tenía la mayor parte de los inmigrantes. Ello llevó a un amplio mestizaje de europeos con las mujeres nativas, mayoritariamente mestizas (llamadas «chinas» o «pardas»), indígenas y afroargentinas. Varios investigadores sostienen que en este proceso de mestizaje, de una población de inmigrantes varones varias veces superior a la población local, se diluyeron los rasgos genotípicos indígenas y africanos y predominaron los europeos, que dan ese aspecto diferencial a la población argentina, sobre todo en las ciudades y regiones que recibieron mayor inmigración: Buenos Aires, Santa Fe, Córdoba, Mendoza y Entre Ríos.[64] Una característica de la inmigración europea en Argentina que la distingue notablemente de la recibida por Estados Unidos en la misma época, es el grado relativamente poco cerrado de las colectividades y el gran mestizaje entre las diferentes etnias europeas entre sí.[65] Varias investigaciones han puesto de relieve la naturaleza relativamente forzada y autoritaria de este mestizaje impuesta en gran medida por el Estado y las clase altas criollas, en la que la homogeneización de la población y la pérdida de la cultura y el idioma materno de los inmigrantes constituyó uno de los principales objetivos.
- Las nuevas migraciones. Desde la década de 1930 y más acentuadamente desde la Segunda Guerra Mundial, la inmigración europea cesó y simultáneamente se inició una gran migración interna del campo a la ciudad y del norte hacia el litoral, acompañada por una inmigración relativamente alta y constante (2,5 % de la población total) desde los países fronterizos, principalmente Paraguay y Bolivia. Estas migraciones han producido nuevas mestizaciones que están teniendo como resultado un crecimiento de los aportes étnicos de ascendencia indígena y africana, así como de las culturas específicas de los países de origen.[64]

Según un estudio genético realizado en 2010 por el genetista argentino Daniel Corach, el mapa genético de la Argentina estaría compuesto en un 79% proveniente de diferentes etnias europeas, un 18% de diferentes etnias amerindias, y un 4% de etnias africanas, sin embargo el 56 % tiene algún ancestro indígena por parte materna generalmente. En la ciudad de Buenos Aires, donde la influencia de la inmigración europea en la composición étnica se ha sentido con más fuerza que en el resto del país, un estudio realizado en 2006 sugiere un mestizaje genético promedio compuesto en un 80-86 % proveniente de diferentes etnias europeas, principalmente italianas y españolas, un 7-10 % de diferentes etnias amerindias, y un 2-5 % de etnias africanas, detectado un 46 %, 33 % y 49 % de linajes maternos amerindios, respectivamente.

### Mestizaje en el Paraguay
El más antiguo mestizaje registrado data de la época en que el conquistador, explorador y colonizador español Domingo Martínez de Irala fue nombrado en 1544 Gobernador del Río de la Plata y del Paraguay en donde no solo convivió con varias concubinas desde el inicio de la ocupación de Asunción, sino que además permitió que los españoles también vivieran cada uno de ellos con varias mujeres indígenas, lo que le valió la crítica de las autoridades religiosas, quienes para calumniar al gobernador ante el rey, llegaron a comentarle que llamaban a la Asunción el "paraíso de Mahoma". Sin embargo, esta permisividad fue el modo que halló Irala para concertar la paz con diferentes parcialidades indígenas, y en ello fue exitoso. 
Consecuentemente tuvo gran descendencia mestiza, que fue base de la raza criolla en esa parte de América. Sus hijas fueron entregadas en matrimonio a diferentes conquistadores también con el espíritu de establecer alianzas y equilibrios entre las distintas facciones cuya existencia caracterizó a la primitiva Asunción.
El testamento del conquistador del 13 de marzo de 1556 expresa lo siguiente:

"Digo y declaro y confieso que yo tengo y Dios me ha dado en esta provincia ciertas hijas y hijos que son: Diego Martínez de Irala y Antonio de Irala y doña Ginebra Martínez de Irala, mis hijos, y de María mi criada, hija de Pedro de Mendoza, indio principal que fue desta tierra; y doña Marina de Irala, hija de Juana mi criada; y doña Isabel de Irala, hija de Águeda, mi criada; y doña Úrsula de Irala, hija de Leonor, mi criada; y Martín Pérez de Irala, hijo de Escolástica, mi criada; e Ana de Irala, hija de Marina, mi criada; y María, hija de Beatriz, criada de Diego de Villalpando, y por ser como yo los tengo y declaro por mis hijos y hijas y portales he casado a ley y a bendición, según lo manda la Santa Madre Iglesia [...] "

Por lo que se concluye que con los siguientes concubinatos procrearía, usando a todas las mujeres a su disposición, sean sirvientas o esclavas, una vasta descendencia:
1. ) Con la guaraní María de Mendoza, una hija del cacique Pedro de Mendoza, hubo tres hijos: Diego, Antonio y Ginebra Martínez de Irala.
2. ) Con la guaraní Juana tuvo a Marina de Irala.
3. ) Con la guaraní Águeda[68] tuvieron a la mestiza Isabel de Irala[68] que se unió en matrimonio con el conquistador Pedro de la Puente Hurtado[68] y con quien concibiera al futuro gobernador interino Pedro Hurtado de Mendoza.[68]
4. ) Con la guaraní Leonor tuvo a Úrsula de Irala.
5. ) Con la guaraní Escolástica hubo a Martín Pérez de Irala.
6. ) Con la guaraní Marina concibieron a Ana de Irala.
7. ) Con la guaraní Beatriz tuvo a María de Irala.

Según el genealogista Narciso Binayán Carmona, el conquistador español Domingo Martínez de Irala tuvo gran descendencia mestiza guaraní, cuyas hijas fueron entregadas en matrimonio a diferentes conquistadores, de cuya estirpe descienden muchos de los próceres de mayo y grandes personajes argentinos y paraguayos como son: 
Mariano Moreno, Manuel Belgrano, Juan Francisco Seguí, Juan Francisco Tarragona, Remedios de Escalada de San Martín, José Gaspar Rodríguez de Francia, Juan Antonio Álvarez de Arenales, José Evaristo Uriburu, José Félix Uriburu, Victoria Ocampo, Bernardo de Irigoyen, Saturnina Otálora –segunda mujer de Cornelio Saavedra–, Carlos Saavedra Lamas, Manuel Quintana, Francisco Solano López, Joaquín Samuel de Anchorena, Alfredo Stroessner, Julio César Saguier, Adolfo Bioy Casares y el Che Guevara.
En las guerras de 1680 se permitía a los criollos, es decir, los hijos de españoles nacidos en América, alistarse como soldados siempre y cuando no fueran mestizos o mulatos de ningún tipo.
En el imaginario social del siglo XIX había 61 colores diferentes de piel que tenían su nombre correspondiente. 23 colores correspondían a la mezclas entre español e india, 21 a la mezcla entre español y negra - entre española y negro era impensable -, 14 a la mezcla entre negros e indias, y a eso deben sumarse el supuesto blanco puro, negro puro e indio puro. 
Había blancos, negros, mulatos, zambos, indios, trigueños, pardos, cholos, chinos, barnizo, puchuelo, tresalbo, torna atrás, tente en el aire, galfarro, salto atrás, castizo cuatrialbo, coyote, coyote mestizo, chamizo,  zamabayo, lobo, cambujo, jarocho, gíbaro, ahí te estás, barcino y otros.

### Mestizaje en Bolivia

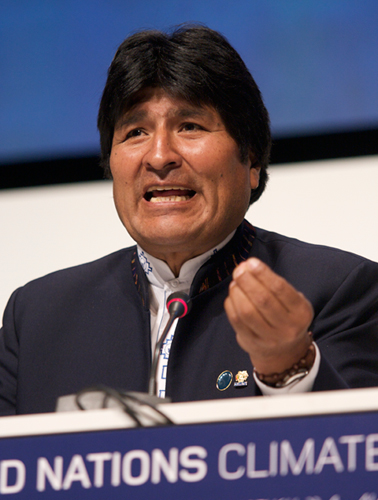
Evo Morales, primer presidente indígena de Bolivia.

La problemática indígena es inseparable de la existencia de Bolivia.
En el siglo XVIII muchos caciques se vieron obligados a mestizarse para poder conservar su estatus. 
En Bolivia, el mestizo estaba exento del tributo que la Corona de España imponía a los indígenas y estaba bajo la protección jurídica de la misma. Durante el siglo XIX apareció la posibilidad de movilidad social y económica de los mestizos. Pero durante la revolución de 1952 se reivindicaron las ideas de oposición al mestizaje como posibilidad de unificación nacional.
A principios del siglo XX aparecieron en Bolivia novelas sobre cholos, que condenaban el mestizaje, por un lado como causa del retraso y la explotación de los indígenas, y por el otro como causa de la degeneración de familias criollas que realizaban alianzas matrimoniales con personas de origen cholo como una forma de recuperar patrimonio después de que, durante el siglo XX, individuos mestizos cholos pudieran emerger como una burguesía comercial.
Durante los siglos XIX y XX la intención política era intentar «mejorar la raza» atrayendo inmigrantes europeos. En cambio, para el movimiento nacionalista de la década de los '40 y los '50 el mestizaje era la manera de arribar a la unión nacional. Por eso levantaron la bandera del mestizaje como razón de ser de la bolivianidad. Eso es lo que muchos autores bolivianos llamaron el «espejismo del mestizaje».

### Mestizaje en Chile

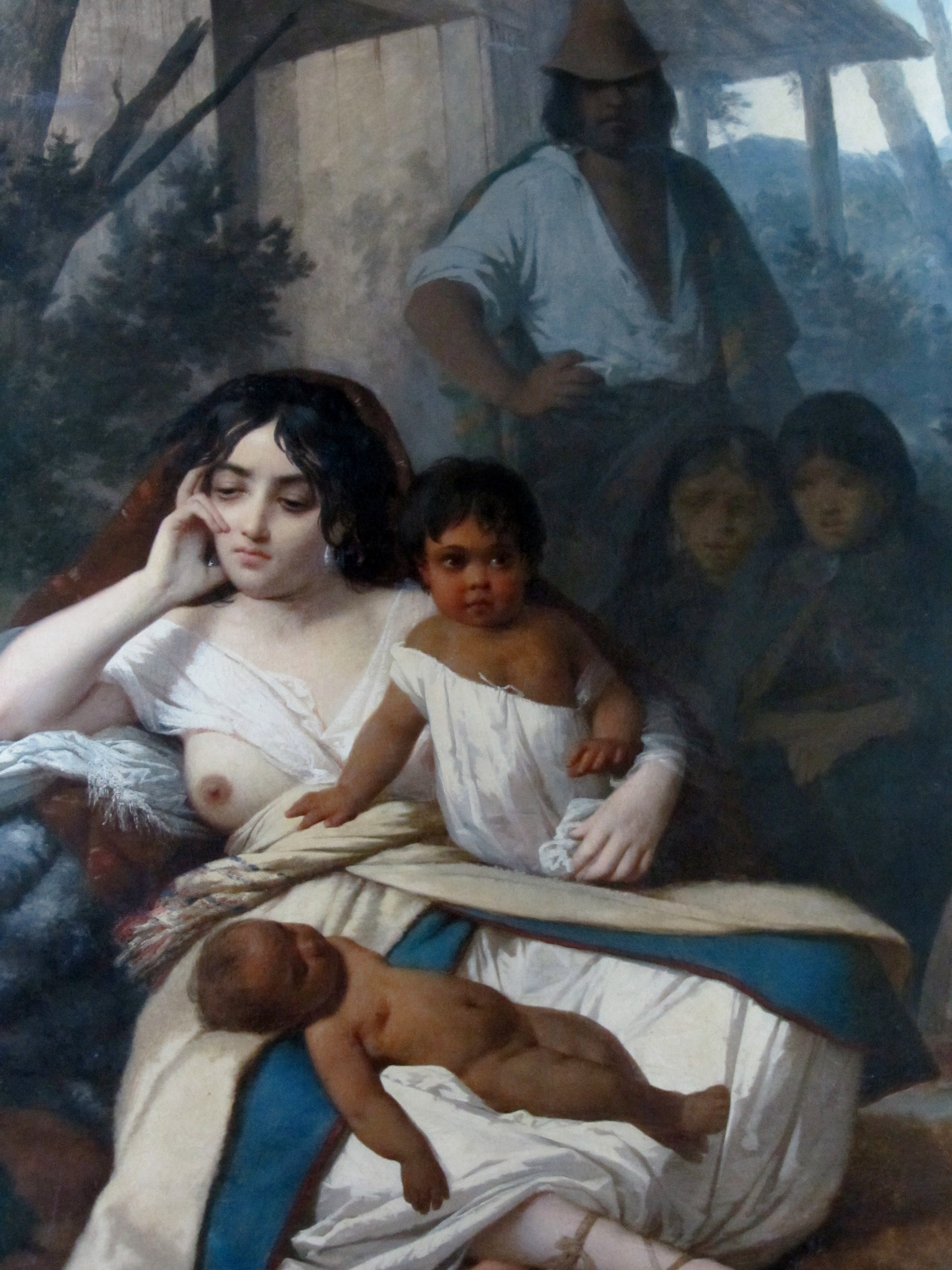
Une Chilienne prisonnière des Indiens des côtes de l'Araucanie, por el pintor francés Raimundo Monvoisin. Obra imaginada por el autor sobre la leyenda de Elisa Bravo, supuesta superviviente de un naufragio, cautiva de los mapuches.

El mestizaje en Chile se dio en un segmento amplio de la población donde en una primera etapa hubo una intensa mezcla entre conquistadores españoles y los pueblos nativos (principalmente mapuches); y en una segunda etapa (desde mediados del siglo XX) la mezcla fue entre los descendientes de los conquistadores y mestizos con inmigrantes europeos y árabes, principalmente alemanes, croatas, ingleses, italianos, franceses y palestinos. Desde los años 80 se podría sumar una tercera etapa de mestizaje entre los chilenos e inmigrantes latinoamericanos y asiáticos, que podría situarse aproximadamente en un 2% de la población actual. Un estudio, realizado en 2013 bajo el nombre de Proyecto Candela, estimó que el chileno promedio estaría compuesto genéticamente en un 52% de genes europeos, 44% de genes indígenas y un 4% de genes africanos;
Según la académica Sonia Montecino:

El cruce de sangres — violento o amoroso — entre mujeres mapuche y hombres españoles, significó en la zona central del país la constitución de una “escena original” en donde la madre india procreó en soledad y fuera del matrimonio occidental a una profusión de vástagos mestizos, huachos, ilegítimos, huérfanos: los primeros e inéditos moradores del espacio conquistado: ni indios ni españoles.

En Chile, a la mezcla del blanco y de la india vino a agregarse la del blanco con la esclava negra, aunque durante mucho tiempo no hubo información al respecto. La esclava negra llegó a Chile con los primeros conquistadores. Los españoles también tuvieron relaciones con mujeres negras, mulatas y zambas a través de amancebamientos la que las obligaba su situación de esclavitud. Más tarde las esclavas se dieron cuenta de que tener hijos con hombres blancos podía hacer que sus hijos fueran liberados aunque, en los casos en los que la esclava negra obtenía su libertad pero su vientre quedaba cautivo, sus hijos procreados nacían esclavos.  También hubo algunos casos de matrimonios de españoles con mujeres negras y en algunos casos matrimonios entre negros e hijas mestizas de los conquistadores con las indígenas. Si bien la proporción del aporte negro en Chile es muchísimo más bajo que en el resto de Latinoamérica, actualmente se tiene información fidedigna de que los procesos de mestizaje de personas de raza negra con mestizos y blancos sí ocurrieron.

### Mestizaje en Colombia

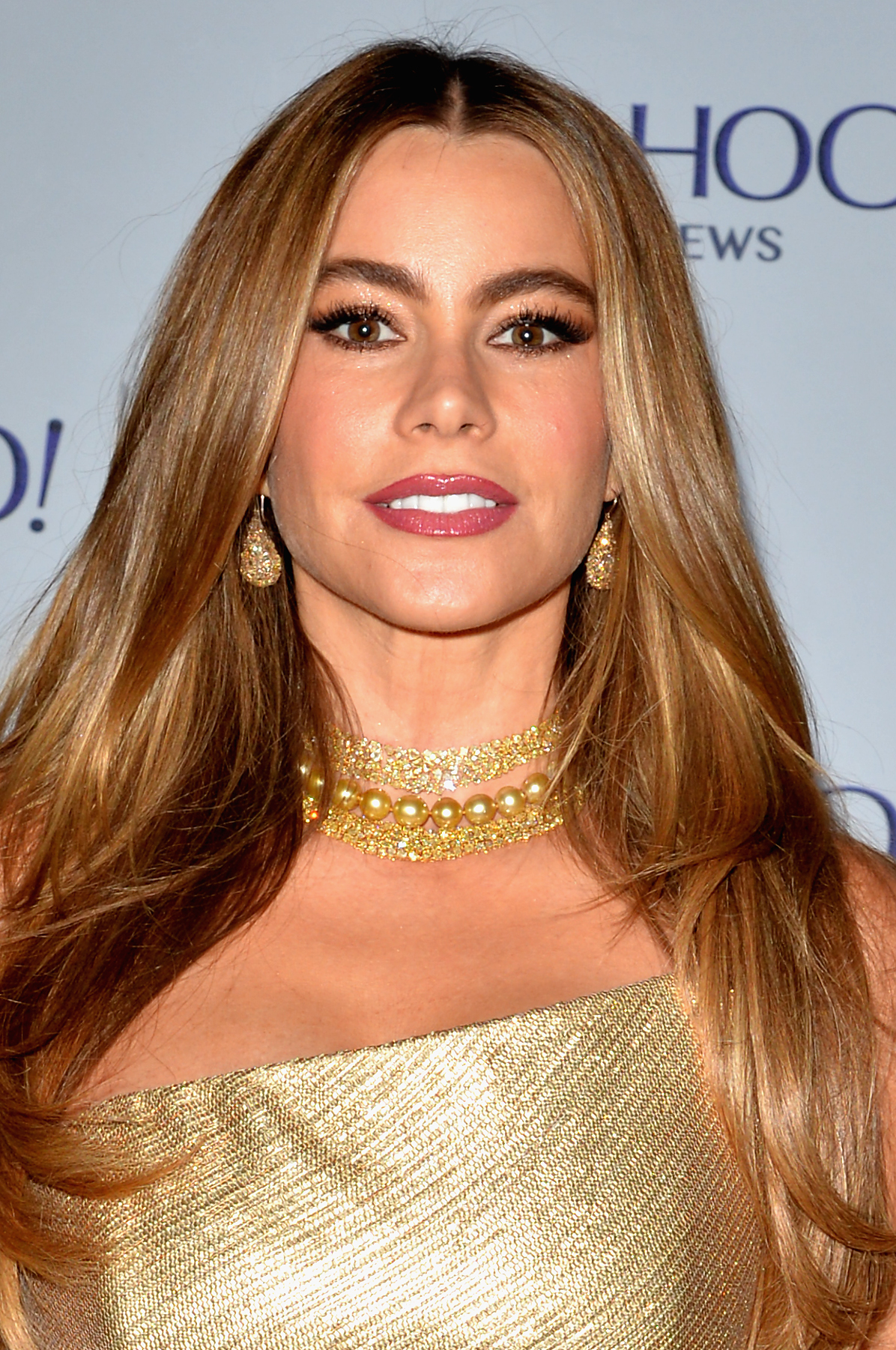
Sofía Vergara, actriz colombiana muy conocida en el ámbito artístico.

La población colombiana se divide tradicionalmente en tres grupos principales: los amerindios que constituyen la población nativa; los españoles y europeos, y los africanos. Desde el siglo XVI hasta el siglo XIX llegaron los europeos en busca de prosperidad ( todo el sur y norte de España así como gitanos y semitas convertidos), el pueblo dominante en el territorio colombiano al momento del ingreso de los europeos fueron los muiscas, en el siglo XVII la etnia negra entró al país, forzados por europeos (franceses, españoles, portugueses, holandeses e ingleses) en calidad de esclavos, fueron traídos de territorios africanos como África Occidental Francesa, Congo francés y la Guinea Portuguesa.
Debido a los grandes periodos de abstinencia que enfrentaron los colonos en las primeras expediciones por la larga duración de sus viajes y porque prácticamente todo el personal eran varones, ellos estaban dispuestos a la violencia, listos para aprovechar el dominio establecido sobre los indígenas para utilizar sexualmente a las indias, aunque más adelante en la época de la Colonia se permitió los matrimonios entre blancos e indígenas, dando lugar a los mestizos. A los mestizos se les prohibió tener encomiendas, vivir en pueblos de indios y ser caciques. Los zambos que son la mezcla de indígenas y negros, se diferencian del negro solo porque su piel es un tanto más clara y su cabello menos crespo, fueron considerados durante mucho tiempo como «hijos del pecado». Los mulatos que son la mezcla de blancos y negros, tenían como características su cabello corto y crespo y en algunos casos de color rubio cenizo, su tono de piel castaño oscuro y un conjunto de rasgos faciales africanos y europeos, unido a su elevada estatura.
En el mestizaje colombiano también se encuentran los judíos sefarditas, que fueron perseguidos durante la inquisición, después llegaron los judíos asquenazíes procedentes de Palestina y Europa Oriental y en la II Guerra Mundial procedentes de Alemania, Polonia y los países nórdicos que se instalaron principalmente en los departamentos de Antioquia y Santander. A finales del siglo XIX llegaron los árabes provenientes del Imperio otomano y se instalaron principalmente en Maicao, Guajira, donde se encuentra la comunidad musulmana más numerosa de Colombia; también tienen fuerte presencia en los departamentos del Caribe, en Bogotá, Valle del Cauca y Nariño. Los gitanos que llegaron con los españoles, también se mezclaron con los no gitanos, aunque esta comunidad se esfuerza por conservar sus tradiciones y costumbres.

### Mestizaje en Costa Rica

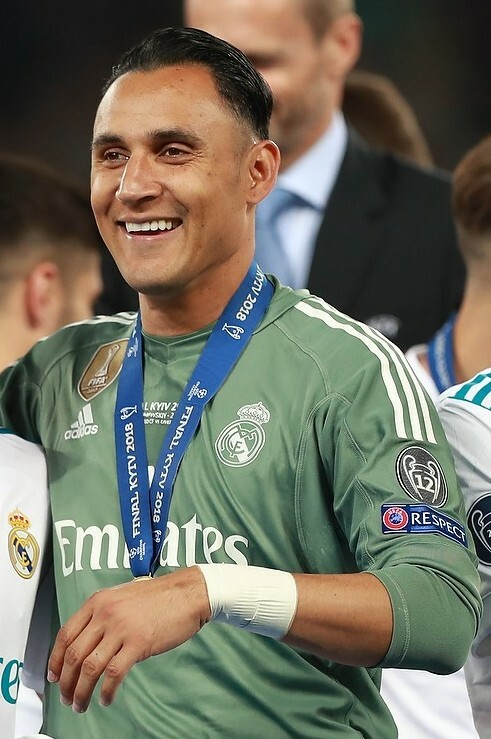
Keylor Navas, futbolista costarricense de antepasados españoles e indígenas.

Etnográficamente la población de Costa Rica es un crisol de razas, ya que esta es el resultado de generaciones de inmigrantes provenientes de diferentes latitudes geográficas y su mezcla con los pueblos originarios, criollos, africanos, mulatos y mestizos que habitaban el país durante la Colonia.
Uno de los mitos más consolidados de la mentalidad popular costarricense durante los siglos pasados ha sido la españolidad o blancura de los ticos. Sin embargo, hay que tomar en cuenta que el origen primigenio de su pueblo se remonta a tres raíces básicas: la indígena, la africana y la española. La composición de estas tres raíces en las diferentes regiones del país fue variable durante la Colonia, pero su presencia, innegable. El resultado del fenotipo en Costa Rica se debe, precisamente, a que las poblaciones indígenas y negras no eran tan elevadas como en otras regiones de América; por eso hubo un proceso de "blanqueamiento" que homogeneizó el fenotipo costarricense.
Durante la Colonia misma llegaron al país centroamericano gran cantidad de inmigrantes, entre ellos: latinoamericanos (algunos de ellos también mestizos o mulatos), italianos, irlandeses, ingleses, franceses y hasta un sueco. Luego de la independencia en 1821, arribaron más latinoamericanos e italianos, franceses, estadounidenses y alemanes. 
Con la construcción del ferrocarril al Caribe, en el último tercio del siglo XIX, llegaron los primeros chinos (muchos de ellos adoptaron apellidos españoles), más italianos y, por supuesto, los afrocaribeños (sobre todo de Jamaica, pero también llegaron del resto del Caribe), quienes lograron resistir las duras condiciones ambientales y humanas del levantamiento de la vía ferroviaria en la costa caribeña costarricense.
A fines de siglo pasado y principios del XX, llegaron más italianos, afrocaribeños, alemanes, españoles (muchos catalanes y gallegos entre ellos), irlandeses, ingleses, franceses, alemanes, libaneses (conocidos por los costarricenses como turcos), judíos (conocidos en primer momento como polacos), filipinos, hindúes, más chinos, daneses y, por supuesto, más latinoamericanos.
Para finales del siglo XX e inicios del siglo XXI, Costa Rica ha recibido inmigración principalmente provenientes de: Nicaragua, Colombia, Estados Unidos, República Dominicana, Argentina, Chile, Venezuela, etc.

### Mestizaje en Cuba

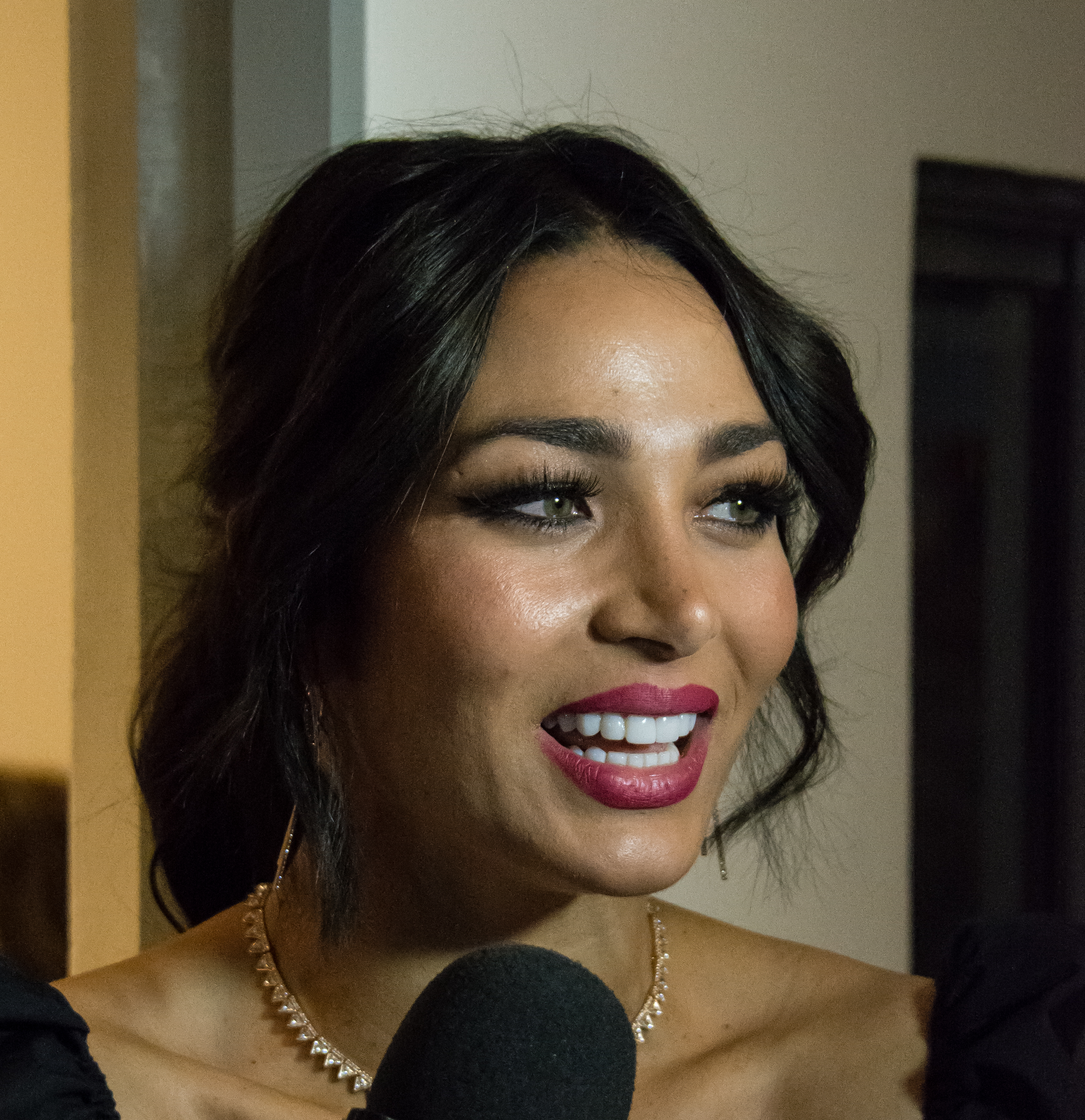
Lisandra Silva, modelo cubana mestiza.

El mestizaje en Cuba comenzó cuando los conquistadores españoles se mezclaron con las mujeres indígenas, dando lugar al grupo conocido como mestizos. Con la importación de esclavos desde África, esta mezcla se diversificó, apareciendo otras denominaciones como mulato (de padre español y madre negra) o zambo (de la unión de negro e indígena). Durante la época colonial se utilizó el término castas para designar a las innumerables combinaciones que aparecieron tras la convivencia de estos tres grupos raciales. Bajo el dominio español su estatus social era intermedio, inferior a los españoles y criollos, pero superior a la de los esclavos africanos, dependiendo de la cantidad de sangre blanca que tuvieran.
Después de la independencia, los censos oficiales los nombran como mestizos o mulatos, o simplemente mulatos, debido a que la ascendencia de este colectivo es predominantemente europea y africana. De acuerdo a algunas fuentes externas, los mulatos son el grupo mayoritario en Cuba, ya que su tasa de natalidad es superior y tienen una menor tendencia a migrar.

### Mestizaje en Ecuador

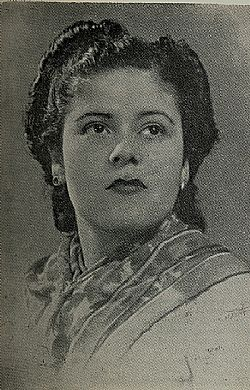
Ana Villamil Icaza, compositora, artista y profesora particular de piano y canto ecuatoriana.

Los mestizos en Ecuador son el principal grupo étnico del país, surgido de la mezcla entre los europeos (principalmente españoles)  y los pueblos indígenas, con aportes menores de africanos y asiáticos, pero con un gran aporte indígena, siendo esté el predominante en toda la población ecuatoriana.

### Mestizaje en El Salvador
La colonización española de Cuscatlán comenzó cuando Hernán Cortés escogió a uno de sus terratenientes, Pedro de Alvarado —quien partió de Tenochtitlán en diciembre de 1523—, para dirigir una expedición al sur de Guatemala. Según las crónicas, la anexión del territorio fue violenta y supuso la expulsión de grupos indígenas que no les eran amistosos y la introducción de etnias que sí lo eran. Las villas de San Salvador y San Miguel eran comunidades muy pequeñas, que oscilaban entre veinte y cien pobladores españoles. Si la comunidad indígena era importante, la comunidad española se establecía. A partir del siglo XVI se distinguían dos grupos: españoles y amerindios, y en menor medida los esclavos africanos, y se estableció la «élite colonial»: españoles (los criollos), sacerdotes (que representaban a la Iglesia católica) y caciques (a los indígenas). La distribución de indios y españoles fue muy desigual, de ellos surgió un grupo híbrido dominado por mestizos, aunque ciertas comunidades de indígenas y afrodescendientes no se integraron: en 1798 51 % de los habitantes de la colonia eran indígenas y 48.4 % eran mestizos, para 1807 el porcentaje de indígenas aumentó a 54.1 contra el 43 % de mestizos.
La abolición de los ejidos y las comunidades indígenas por Rafael Zaldívar, provocó la desintegración del grupo amerindio y la reducción de su población. El conflicto entre los indígenas y el gobierno trascendió el carácter racial tornándose político: el levantamiento campesino de 1932 fue un ejemplo de etnocidio.
En tiempos de la República, los mestizos alcanzaron el 75 % de la población en 1940, los indígenas el 20 % y los extranjeros 2 %. El término ladino fue utilizado en lugar de mestizo, al referirse a los hijos de españoles e indígenas, a juzgar por las descripciones del arzobispo Pedro Cortés y Larraz, hacia finales del siglo XVIII. Al país llegaron con el tiempo numerosos emigrantes europeos debido a su ubicación geográfica, por ejemplo, la escritora Claudia Lars tenía ascendencia mestiza e irlandesa.

### Mestizaje en Honduras

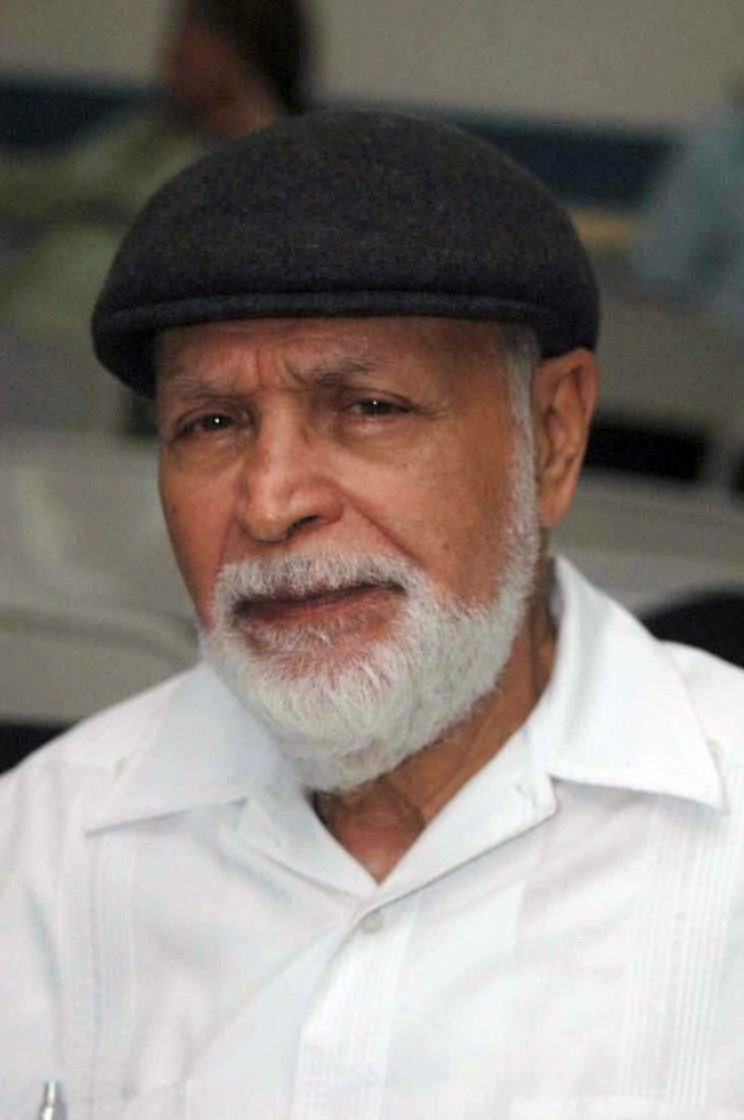
Roberto Sosa, fue un importante poeta y escritor Hondureño.

Los mestizos son el principal grupo étnico de Honduras con más del ochenta por ciento de su población formando parte de este grupo haciéndolo uno de los países con mayor cantidad de ellos en América Latina. Su origen se remonta durante la conquista de Honduras a inicios del siglo XVII. Los mestizos de Honduras son en su mayoría de ascendencia Española e Indígena (Lenca, Maya, Tolupan), entre otras etnias como los afro caribeños. No obstante el mestizaje en honduras tomó un nuevo rumbo en el siglo XIX ya que tras la reforma liberal empieza llegada de nuevos grupos étnicos a territorio Hondureño, como podrían ser los inmigrantes europeos (alemanes, italianos, españoles, franceses), árabes (palestinos, libaneses, sirios), y chinos, muchos de estos inmigrantes lograron mezclarse con la población local. 
A inicios del siglo XX apareció la propuesta de un proyecto que consistía en crear un nuevo mestizaje, que intentaba provocar la mezcla racial de campesinos e indígenas hondureños con Inmigrantes blancos, principalmente escandinavos, alemanes, franceses e ingleses. Este sería el medio para construir una nueva "raza" de hondureños que se esperase que fuesen más emprendedores, laboriosos, físicamente mejor parecidos, entre otras cosas. Actualmente muchos mestizos hondureños no solo son mezcla de elementos españoles, nativos, y afrodescendientes, sino que muchos también poseen sangre de otros grupos como Europeos y Árabes.

### Mestizaje en México

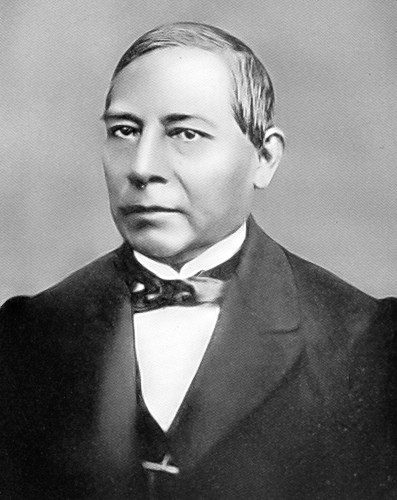
Benito Juárez, presidente de México (1858-1867; 1867-1872) y primer presidente de origen indígena (zapoteca) en América Latina, también poseía algunos rasgos de mestizaje.

Actualmente, más de 110 grupos étnicos componen a la mayor parte de la población mexicana, La población mestiza, a diferencia de los indígenas, no constituye una etnia por sí mismos, ya que sus ancestros pueden proceder de diferentes etnias y pueden no tener ningún rasgo fenotípico, lingüístico o cultural exclusivo. En general, en México se aplica el término mestizo a personas con una apariencia fenotípica intermedia entre los estereotipos indígenas y los estereotipos europeos.
El mestizaje en México se caracteriza por ser el resultado de la mezcla de diversos grupos étnicos: indígenas, europeos y africanos, y de todos ellos resulta el concepto de mestizo para el pueblo mexicano. Durante el siglo XIX y parte del siglo XX se pensaba que la población mexicana estaba formada por el mezcla directa de dos grupos principales, que se denominan amerindios e ibéricos; luego se anexó un tercer grupo: el de los negros africanos, y poco a poco se sumaron pequeños grupos de inmigrantes provenientes de otros países europeos y americanos.

### Mestizaje en Perú
Según el Censo de 2017, el 60.2% de la población peruana es mestiza. Los mestizos son mayormente de ascendencia española, portuguesa e italiana con quechua y aimara y se encuentran en todo el país pero en mayor medida en la costa, luego en la sierra y la selva, los mulatos y asiáticos se hallan en mayor medida a lo largo de toda la costa.

### Mestizaje en República Dominicana

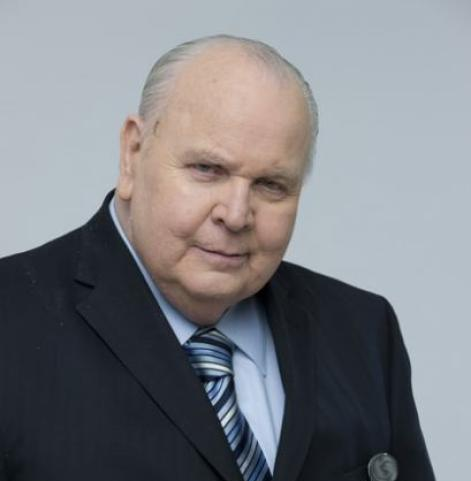
Carlos Cámara, actor dominicano.

Los mulatos, mestizos, zambos, pardos y otros mixtos conforman aproximadamente el 70 % de la población en República Dominicana, debido la intensa mezcla racial entre blancos, indígenas y negros.
Los negros en gran parte son haitianos o descendientes de los mismos, existiendo población negra no originaria de Haití en provincias como San Pedro de Macorís, Samaná y otras regiones así como los negros de la zona de Villa  Mella y Mendoza en Santo Domingo. La población negra abunda más en el Oriente que en el Sur y el Cibao.
Los mestizos de aborígenes taínos y personas blancas son menos en proporción que los mulatos y pardos， aunque son más que los moriscos (mezcla de mulatos y blancos).
Los blancos en República Dominicana forman el 14,1% de la población  mayoritariamente de origen español, italiano, libanés, sirio, francés, portugués y algunos norteamericanos.
Los asiáticos en República Dominicana se deben a la inmigración que hubo desde la década de 1860 en el siglo XIX, principalmente de China. Actualmente en República Dominicana solo habitan menos de 100.000 asiáticos.

### Mestizaje en Uruguay

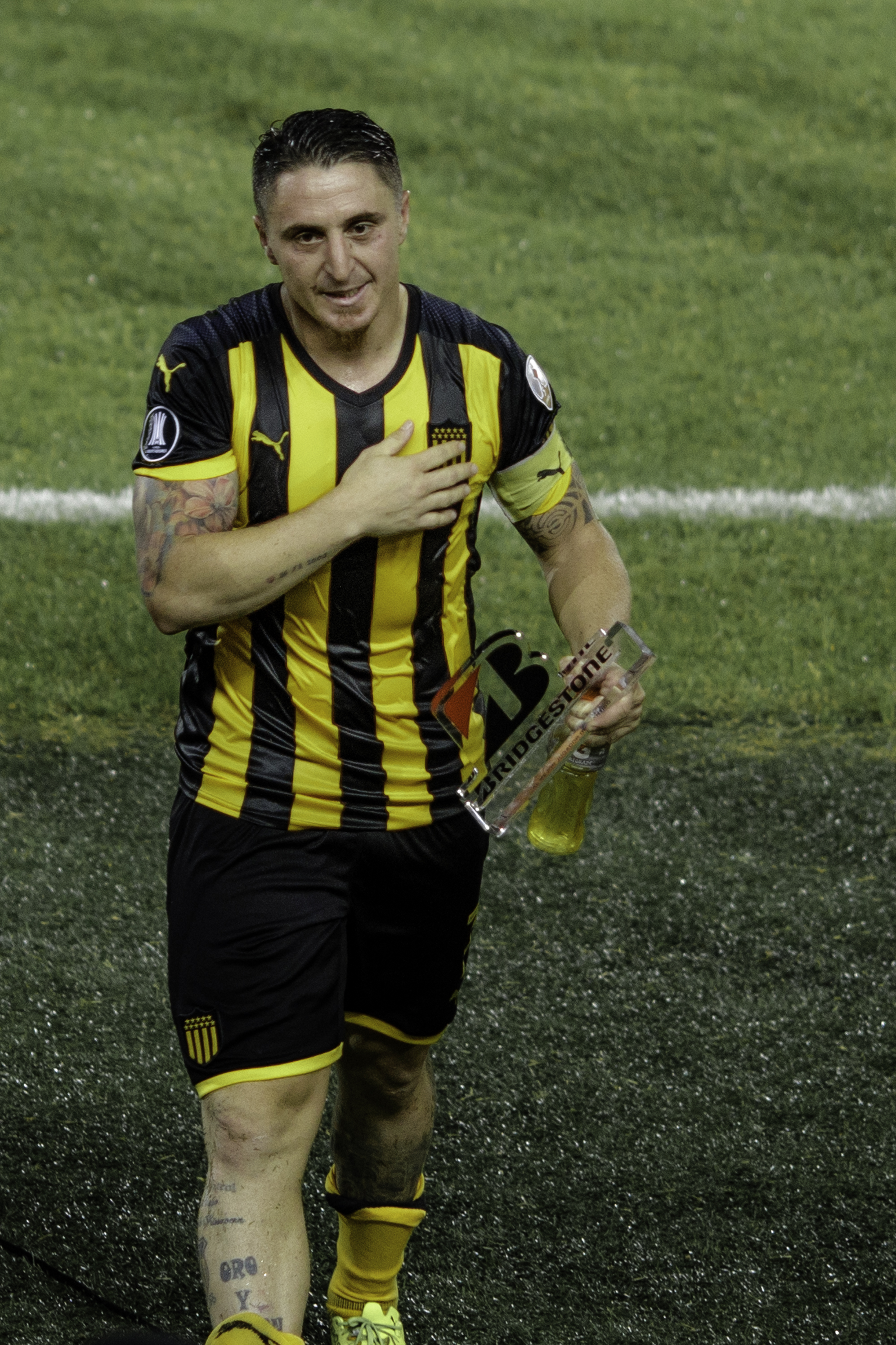
Cristian Rodríguez, futbolista uruguayo castizo.

El mestizaje forma parte indisoluble del proceso histórico de conformación de la identidad latinoamericana. En el Uruguay los españoles e italianos llegaron en su mayoría durante los siglos XIX y XX.
En Uruguay se dio una mezcla entre blancos europeos, indios y africanos muy especial.
En la zona que queda al norte del río Negro los descendientes de pobladores de origen afroamericano y los descendientes de pobladores de origen indígena son mayor cantidad que los que habitan en los departamentos del Sur. En Artigas y Rivera, la población afrodescendiente constituye entre el 15% y el 25%.

### Mestizaje en Venezuela
La etnografía de Venezuela se caracteriza por ser el resultado de la mezcla de tres grupos étnicos principales: amerindios, europeos y africanos subsaharianos. Los mestizos representan la mitad de la población, seguido por los blancos, negros e indígenas americanos. Otros grupos, como los asiáticos, se han incorporado recientemente a la etnografía venezolana.
Los mestizos venezolanos como grupo mayoritario son en su mayoría de tez clara, esto debido a la poca influencia de esclavos africanos llevados a Venezuela por los españoles durante la época de la colonización. En Venezuela los mestizos y blancos son mayoría representado el 51,6% y el 43,6% de la población respectivamente, por lo general los pocos afrodescendientes que existen en Venezuela son producto de migrantes colombianos, esto en la parte occidental del país donde Venezuela limita con Colombia, ahora sí hablamos afrodescendientes autóctonos que es el 3,6% de la población venezolana se ubican cerca de las costas Venezolanas ya que en el interior del país esto es casi nulo.
Cabe destacar que Venezuela en los 40s, 50s, 60s, 70s, 80s y 90s, recibió una de las inmigraciones europeas más grande de Latinoamérica, solo siendo superada por la Inmigración Europea en Argentina y la inmigración europea en Brasil. Y esto se puede ver reflejado en sus grupos de inmigrantes, Venezuela es el tercer país con más italianos, el segundo con más españoles, el segundo con más portugueses, el cuarto con más asiáticos, el tercero con más árabes y el quinto con más alemanes.

## Mestizaje en Brasil

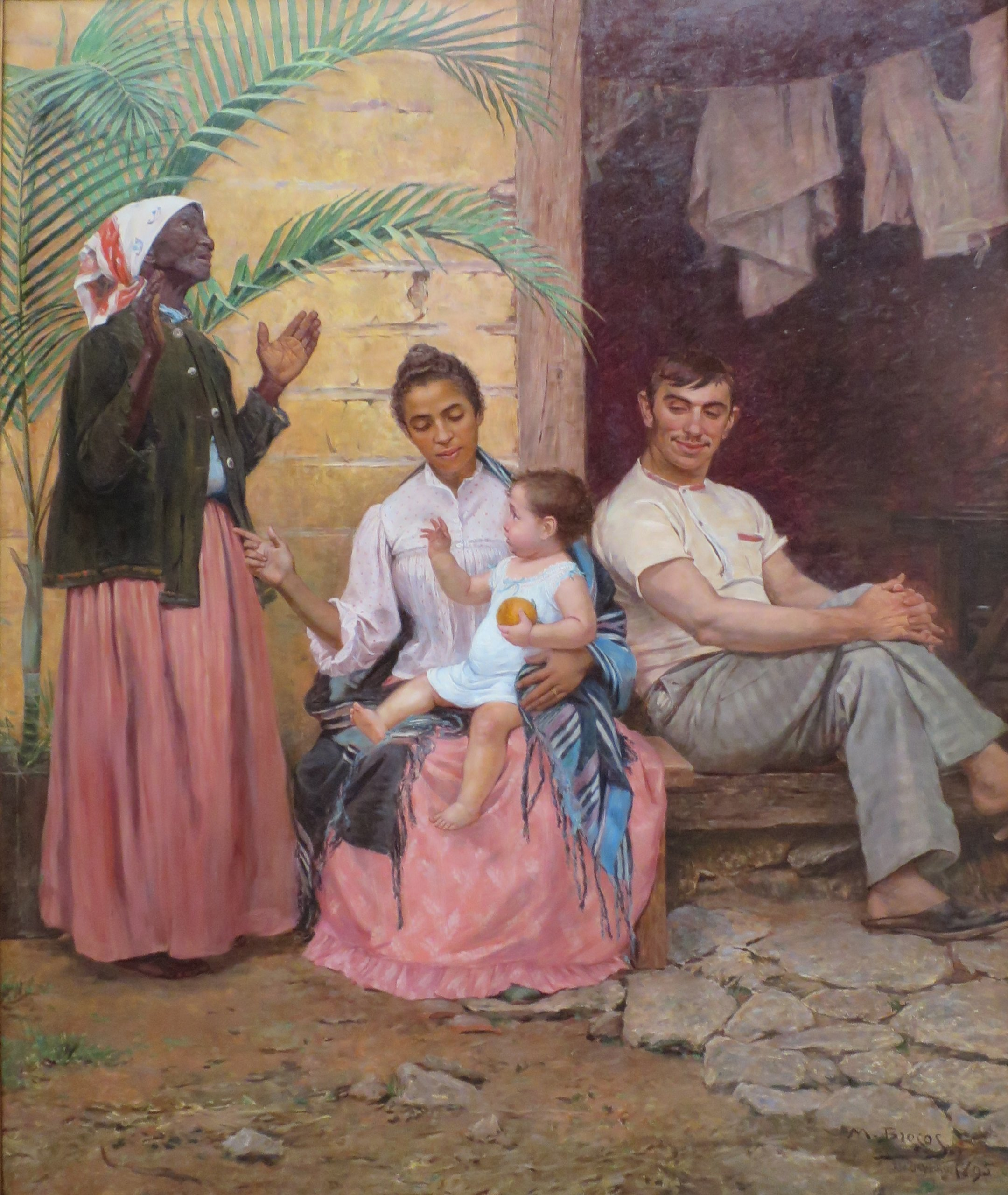
Redención de Cam (1895): Abuela negra, madre mulata, esposo e hijo blancos; esta pintura sintetiza una realidad en el blanqueamiento de la piel de la población brasilera (cuadro de Modesto Brocos y Gomes).

Pocos países en el mundo pasaron por un mestizaje tan intenso como Brasil.
Los portugueses ya trajeron a Brasil varios siglos de integración genética y cultural entre grupos europeos, y ejemplo de ello son los pueblos celta, romano, germánico, y lusitano. A pesar de que los portugueses básicamente son un grupo europeo, siete siglos de convivencia con moros del norte de África así como con judíos, dejaron por cierto en ellos un importante legado genético y cultural. Y en Brasil, una parte importante de los colonizadores portugueses se mezcló con indios y con africanos, dando lugar a un proceso que resultó muy importante para la formación del futuro nuevo país en suelo americano.
Al citado y a otros procesos, se sumó luego una fuerte inmigración desde otras regiones de Europa. Desde mediados del siglo XIX hasta mediados del siglo XX, Brasil recibió cerca de 5 millones de inmigrantes europeos, en su mayoría portugueses, italianos, españoles, y alemanes. La suma de estos procesos dio por resultado la actual composición de la población brasilera. En 2008, 48% de la población de Brasil se consideraba blanca, 44% se identificaba como parda, y 7% se consideraba negra.
Los indios brasileños no presentan relevantes diferencias genéticas entre sí, pues serían todos descendientes del primer grupo de cazadores asiáticos que llegaron a América, hace 60 mil años atrás. Pero en lo cultural, los aborígenes brasileros constituían una diversidad de naciones con lenguas y costumbres distintas. La llegada de los primeros portugueses, en su mayoría hombres, culminó en relaciones esporádicas y de concubinato con las indias. Y el 4 de abril de 1755, D. José, rey de Portugal, firmó un decreto autorizando el mestizaje de portugueses con indios.
Los africanos esclavizados en Brasil pertenecían a muchas diferentes etnias, aunque la mayor parte eran bantúes, originarios de Angola, Congo, y Mozambique. De todas maneras, en lugares como Bahía predominaron esclavos de Nigeria, Daomé, y Costa da Mina, especialmente durante el siglo XVIII. Algunos esclavos islámicos habían sido alfabetizados en árabe, trayendo así a Brasil un rico y variado aporte cultural.
A fines del siglo XIX, el gobierno brasilero liberó a los esclavos, aunque sin darles adecuada asistencia social, y por varios motivos, incluyendo la necesidad de mano de obra y el deseo de «blanquear» a la población nacional, durante al menos un siglo se estimuló muy especialmente la inmigración europea. Había entre los gobernantes de Brasil de la época, la idea de que si inmigrantes europeos se casaban con pardos y negros, el resultado sería un paulatino «emblanquecimiento» de la población brasilera. La conocida pintura A Redenção de Cam, obra hecha en 1895 por Modesto Brocos y Gómez, sintetiza la idea corriente de esa época: A través del mestizaje con europeos, los brasileros se volverían de piel cada vez más blanca.